# Volkswagen-Design
Als Volkswagen-Design wird die Formsprache der von der Volkswagen AG entwickelten und vermarkteten Kraftfahrzeuge seit Ende der 1930er Jahre bis heute bezeichnet. Neben der geschichtlichen Entwicklung des Fahrzeug-Designs stellt die Abteilung Volkswagen Design seit 1972 den Unternehmensbereich dar, der für die Entwicklung des Fahrzeug-Designs verantwortlich ist.

## Geschichtliche Entwicklung des Volkswagen-Designs

### Beginn mit dem VW Käfer

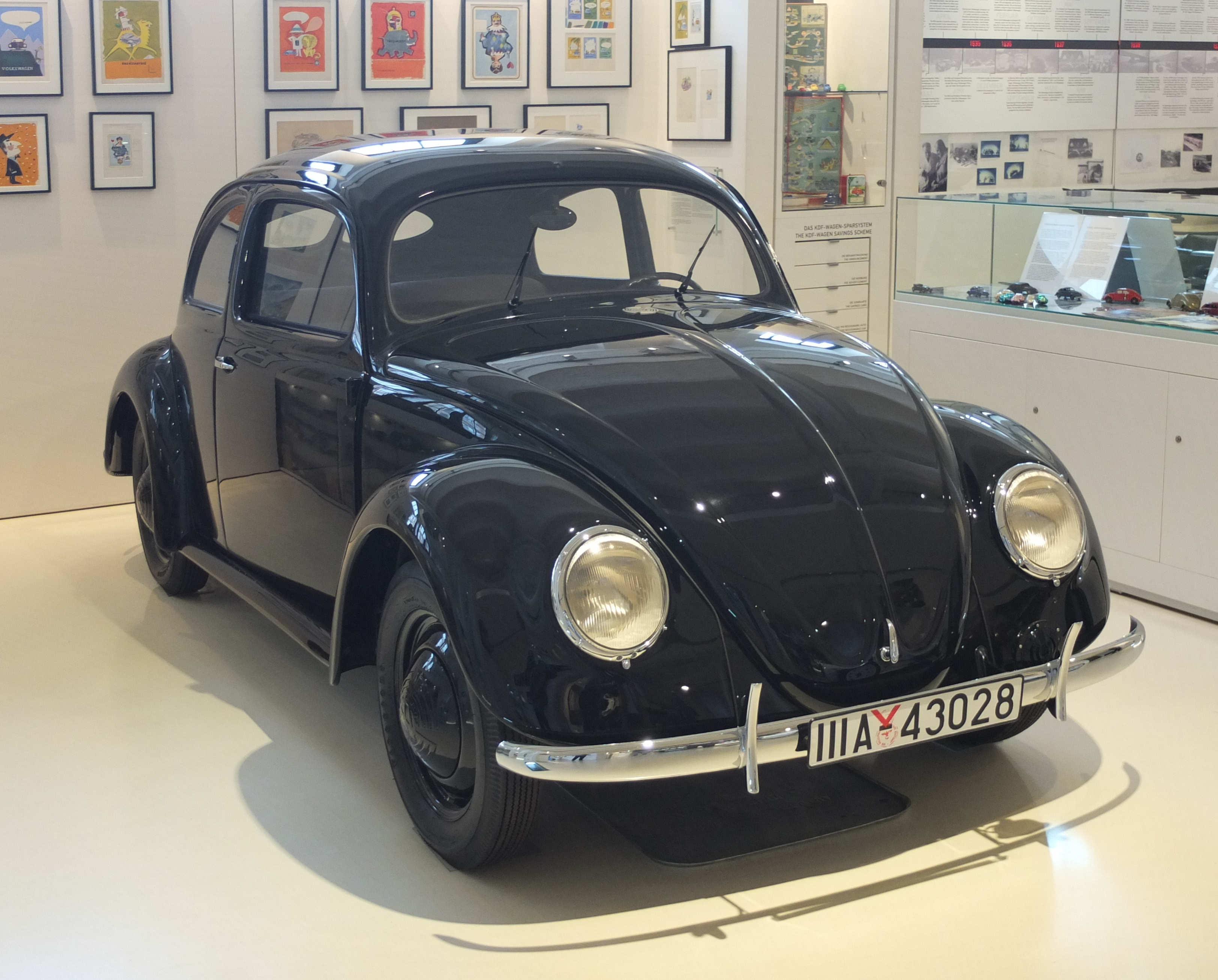
Vorserien-Prototyp des VW Käfer von 1939

Ende der 1930er Jahre wurde das Volkswagen-Werk von Ferdinand Porsche gegründet. Dieser konzipierte und gestaltete zusammen mit seinem Chefingenieur Erwin Komenda den VW-Käfer. Die den Modellnamen begründende Formsprache markiert ab 1934 den Beginn des Fahrzeug-Designs im Unternehmen.

### Entwicklungen in der Ära Nordhoff

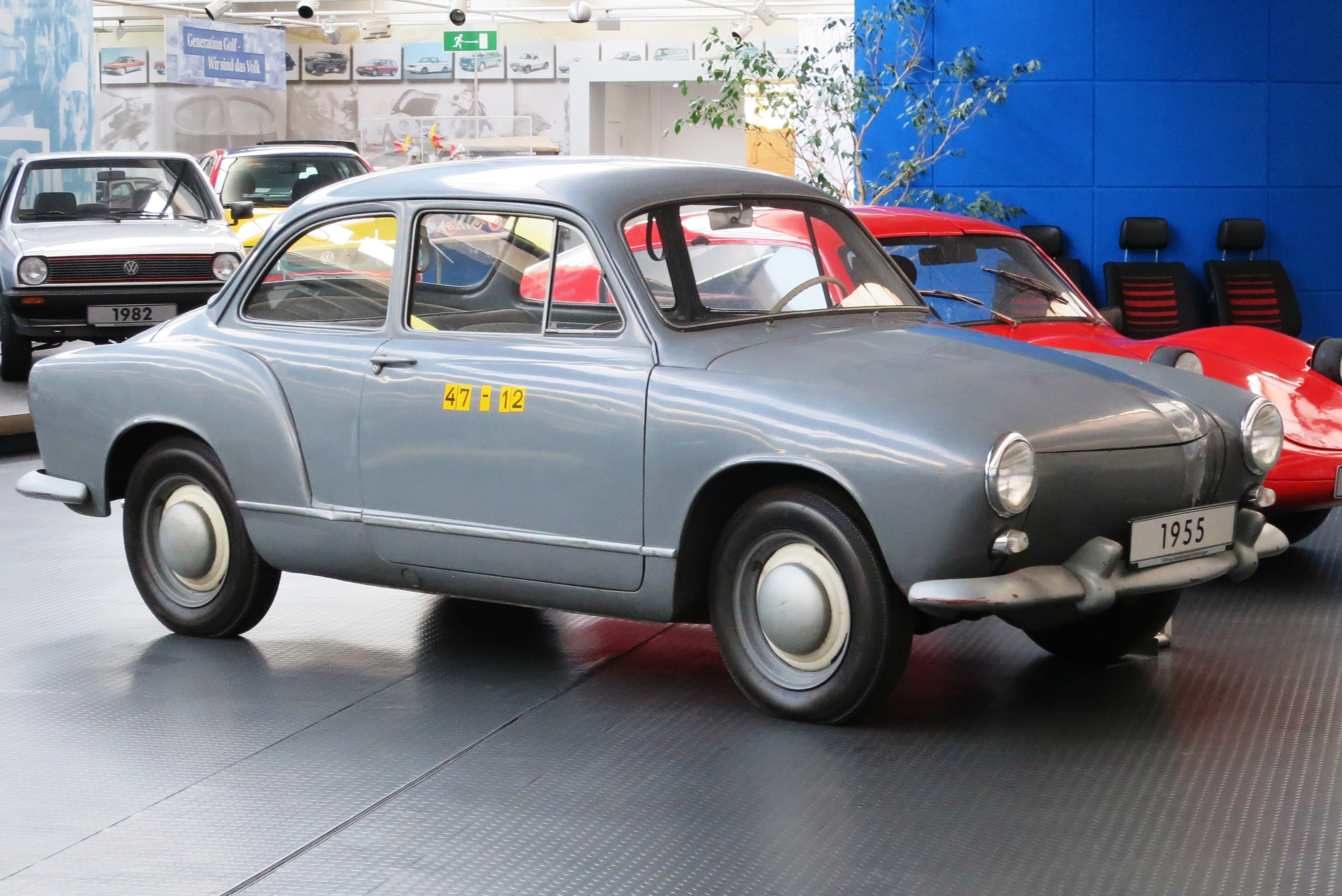
VW EA 47, 1953, Design von Ghia

Nach 1945 waren die Leiter des Bereichs Technische Entwicklung für die Formgebung verantwortlich. Allerdings stellte die Modellpolitik von Generaldirektor Heinrich Nordhoff den VW Käfer in den Mittelpunkt, so dass nur wenige Neuentwicklungen zur Marktreife gelangten. So übernahm der damalige Leiter der Technischen Entwicklung Alfred Haesner für den auf der Käfer-Basis aufbauenden Kleintransporter VW Typ 2, der 1950 als erste VW-Neukonstruktion der Nachkriegszeit erschien, auch die Aufgabe der Formgebung.
Unter Haesners Nachfolger Ludwig Boehner wurden mehrfach externe Dienstleister mit neuen Modellentwürfen beauftragt. Ein vom italienischen Designstudio Ghia 1953 unter dem damaligen künstlerischen Leiter Felice Mario Boano entworfenes Coupé auf Käfer-Basis ging 1955 unter dem Namen VW Karmann-Ghia in die Serienproduktion. Ihm folgte 1961 der auf Typ 3-Basis aufbauende „große“ Karmann-Ghia, der von Ghias damaligen Chef-Designer Sergio Sartorelli gestaltet wurde. Der ebenfalls von Ghia entworfene designierte Käfer-Nachfolger VW EA 47 wurde dagegen 1956 nach über dreijähriger Entwicklungszeit gestoppt.
Mit dem 1961 auf dem Markt eingeführten Mittelklasse-Modell VW Typ 3 sowie dem 1968 vorgestellten VW Typ 4 wurde die Modellpalette in den 1960er Jahren unter dem neuen Entwicklungsvorstand Helmut Orlich erweitert. Den Grundentwurf des Typ 4 lieferte dabei das italienische Designstudio Pininfarina, das 1966 die Studie VW EA 142 konzipiert hatte. Dessen Stufenheck-Karosserie war jedoch von der VW-Konstruktionsabteilung in eine Schrägheck-Limousine umgeformt worden. Konzeptionell basierten diese beiden Modelle immer noch auf dem Käfer-Konzept mit luftgekühltem Heckantrieb, das in den 1960er Jahren zunehmend als veraltet galt.
Durch den Erwerb von Audi im Jahr 1965, mit dem sich Volkswagen zu einem Konzern mit mehreren Marken weiterentwickelte, gelangten erstmals moderne technische Konzepte in den Konzern, die aber erst nach dem Tod des Vorstandsvorsitzenden Heinrich Nordhoff Anfang 1968 zum Tragen kommen sollten.

### Erste Impulse zur Überwindung des VW-Käfer-zentrierten Designs
Nach Nordhoffs Tod 1968 übernahm Kurt Lotz die Leitung von Volkswagen. Auf der Suche nach geeigneten Fahrzeugkonzepten für einen Käfer-Nachfolger beauftragte Lotz 1969 das Porsche-Konstruktionsbüro mit der Entwicklung des VW EA 266, dessen Formgebung vom damaligen Porsche-Chefdesigner Anatole Lapine stammte. 1970 erhielt das Design-Studio Ital Design von Giorgio Giugiaro den Auftrag für Entwürfe eines Kompaktfahrzeugs (Projektcode VW EA 337) sowie eines Mittelklasse-Modells (Projektcode VW EA 272). Im selben Jahr wurde mit dem von Claus Luthe gestalteten Mittelklasse-Fahrzeug K 70, das 1969 mit der Übernahme des Autoherstellers NSU durch Audi in den VW-Konzern gelangt war, das erste moderne Frontantriebsmodell in die VW-Modellpalette integriert.

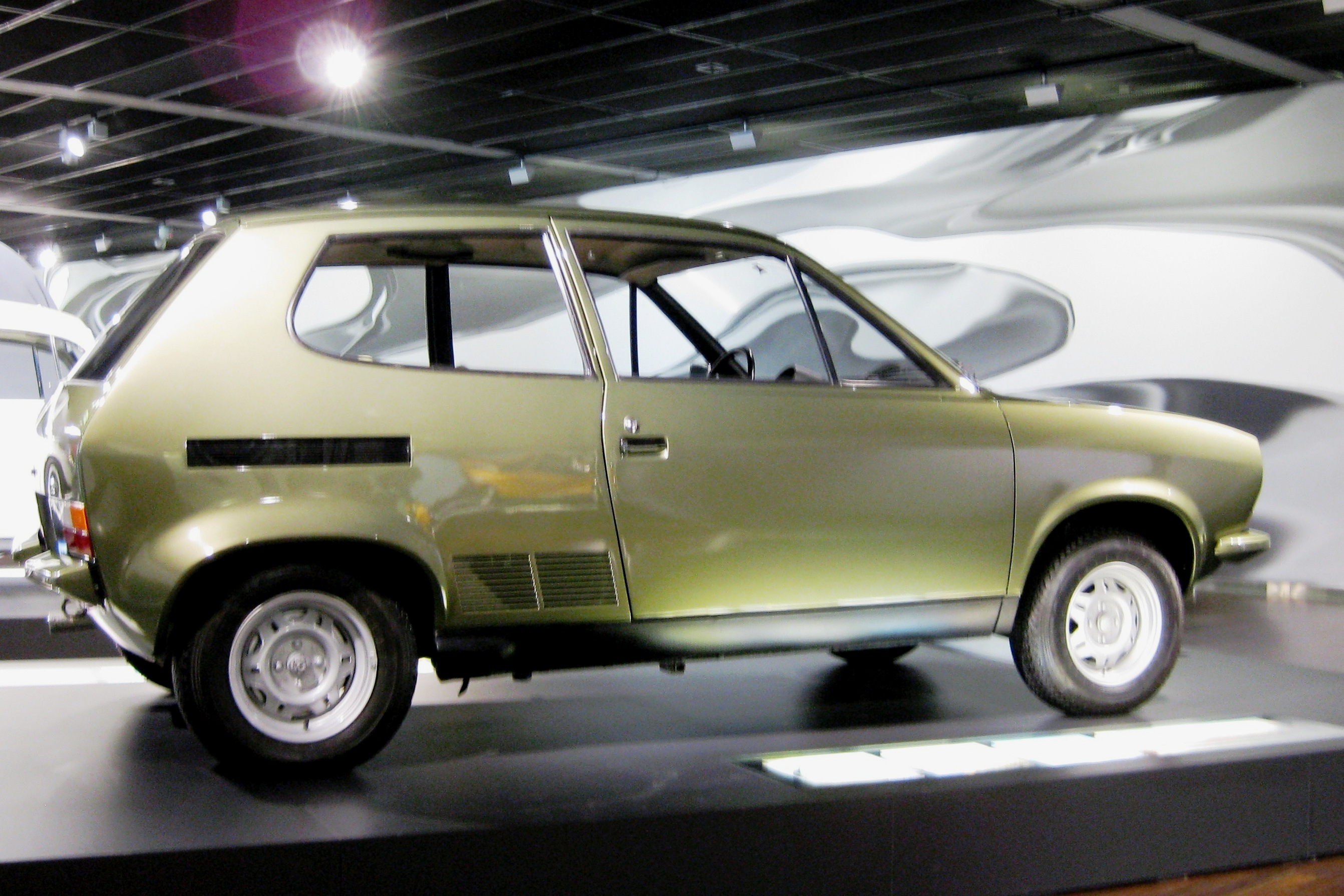
VW EA 266, 1969, Design von Porsche
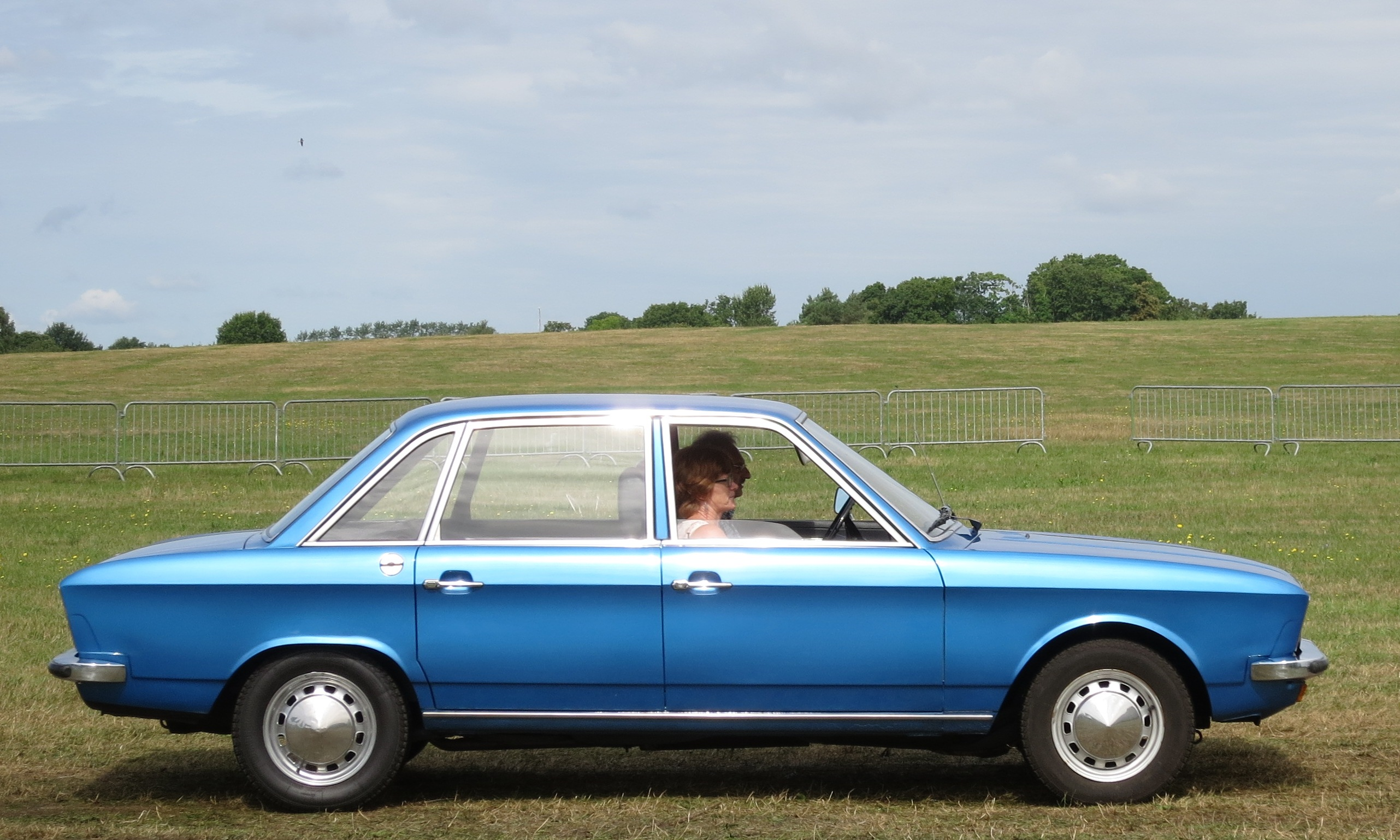
VW K 70, 1970, Design von NSU
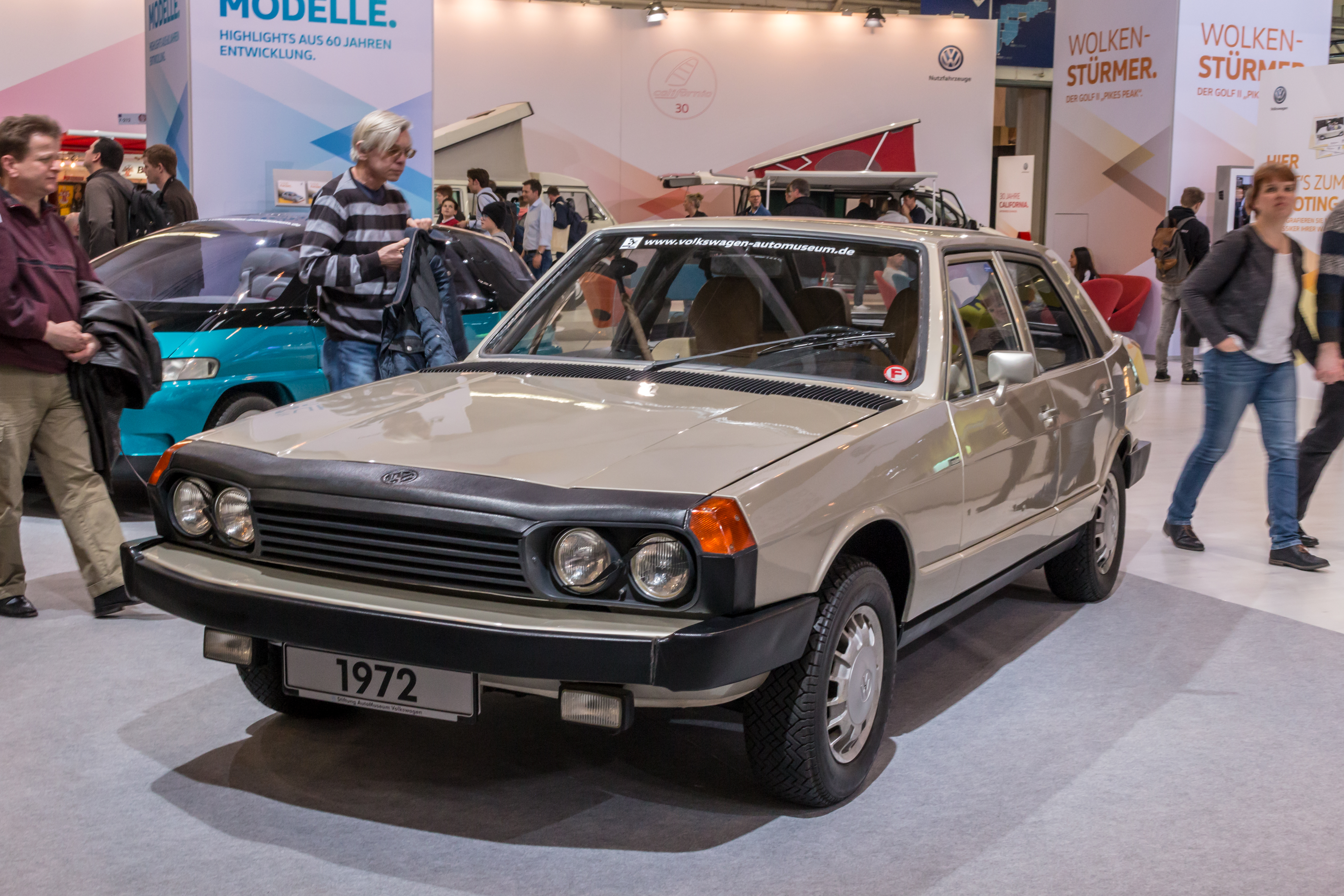
ESVW 1 der VW-Forschungsabteilung, 1971

Lotz ersetzte 1968 den bisherigen Technik-Vorstand Helmut Orlich durch Werner Holste, der sein Augenmerk vor allem auf die Forschung und die Motorenentwicklung richtete. Holste richtete einen neuen Bereich Forschung ein, mit dessen Leitung 1970 Ernst Fiala beauftragt wurde. 1971 übertrug Fiala dem schon seit 1961 bei Volkswagen in der Karosserieentwicklung als Gestalter tätigen Herbert Schäfer die Rolle als Designer des Forschungsbereichs. Nach Schäfers Entwurf entstand das 1972 vorgestellte Forschungsfahrzeug ESVW 1, mit dem VW auf neue Fahrzeug-Sicherheitsanforderungen aus den USA reagierte.

### 1972 – 1993: Das Volkswagen-Design unter Herbert Schäfer

#### Erneuerung der VW-Modellpalette nach externen Designentwürfen
Ausgelöst durch die kritische wirtschaftliche Entwicklung bei VW trat Kurt Lotz Ende 1971 zurück. Nachfolger als Vorstandsvorsitzender wurde Rudolf Leiding. Ernst Fiala ersetzte 1972 im Rahmen einer Vorstands-Umstrukturierung den bisherigen Technik-Vorstand Werner Holste. Infolgedessen wurde die Forschungsabteilung im selben Jahr in eine Designabteilung umgewandelt, die weiterhin dem Vorstandsbereich für Forschung und Entwicklung von Fiala zugeordnet blieb. Damit wurde Herbert Schäfer zum ersten Chefdesigner der Marke VW.
Unter Rudolf Leiding wurden noch im Oktober 1971 die Arbeiten am Porsche-Entwurf EA 266 als auch dem Giugiaro-Entwurf EA 272 gestoppt. Stattdessen wurden die Audi-Entwürfe Audi 80 und Audi 50 von Volkswagen adaptiert und als VW-Typen VW Passat und VW Polo weiterentwickelt. Als einzige VW-Neuentwicklung forcierte Leiding das Kompaktfahrzeug EA 337, das 1974 als VW Golf vorgestellt wurde. Das 1970/71 von Giugiaro entworfene Design des EA 337 wurde in der hauseigenen Designabteilung unter Herbert Schäfer zur Marktreife geführt, wie auch der davon abgeleitete, ebenfalls auf einem Giugiaro-Design basierende VW Scirocco. Schäfer gelang es dabei, der neuen VW-Generation trotz der unterschiedlichen konzerninternen und externen Herkunft der Design-Entwürfe eine durchgängige Designfamilien-Ähnlichkeit zu verleihen.

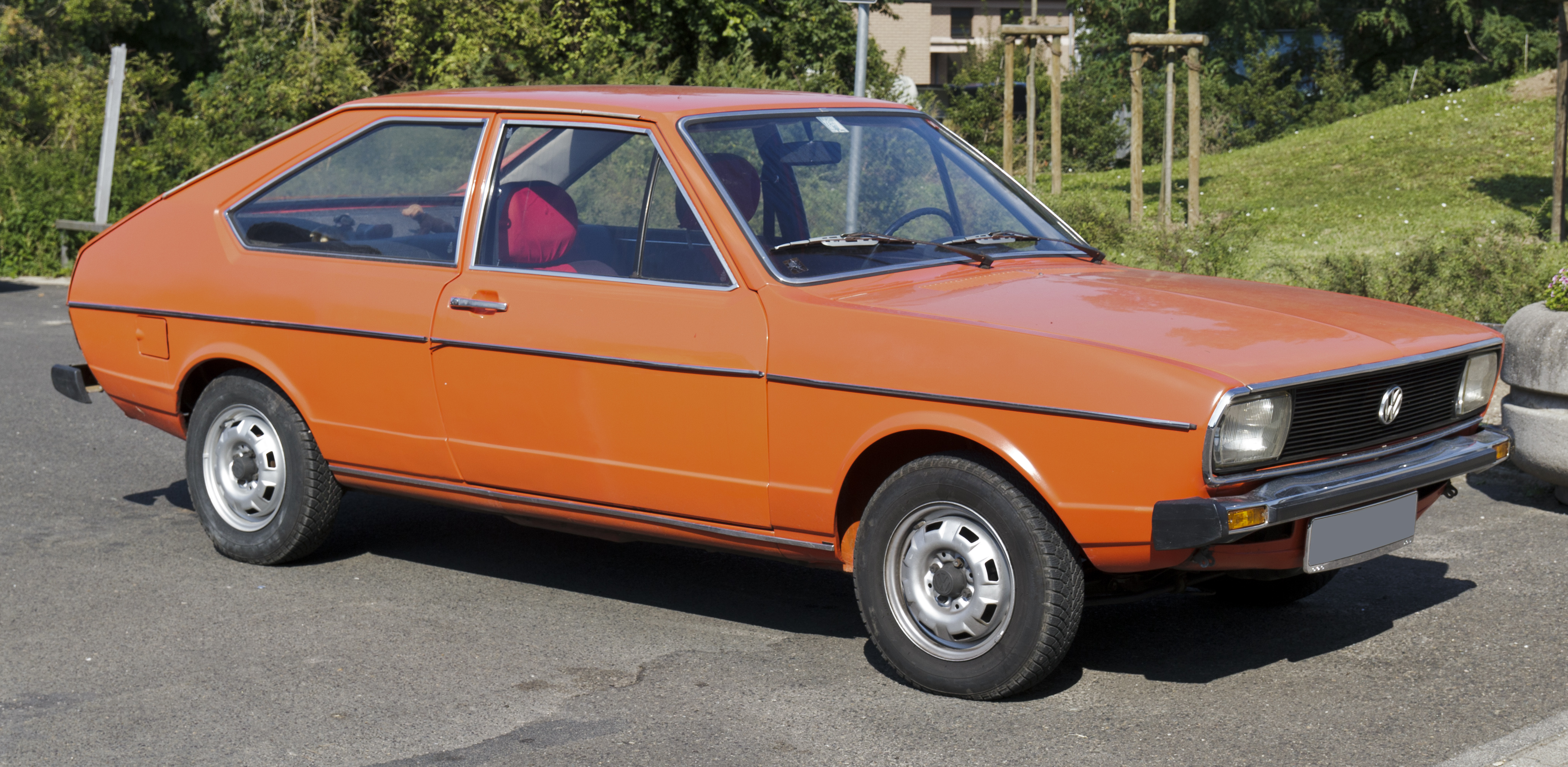
VW Passat, 1973, basierend auf einem Audi-Entwurf
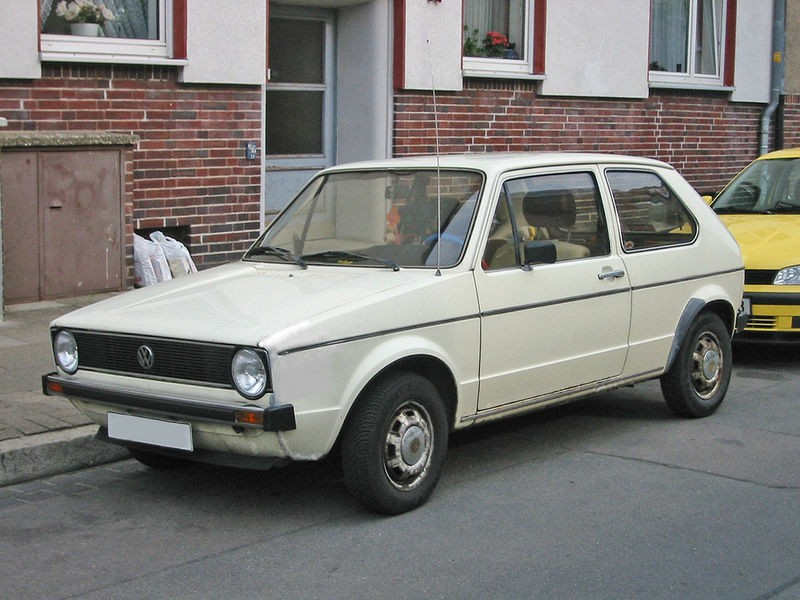
VW Golf, 1974, basierend auf einem Giugiaro-Entwurf

#### Erster Generationswechsel Anfang der 1980er Jahre

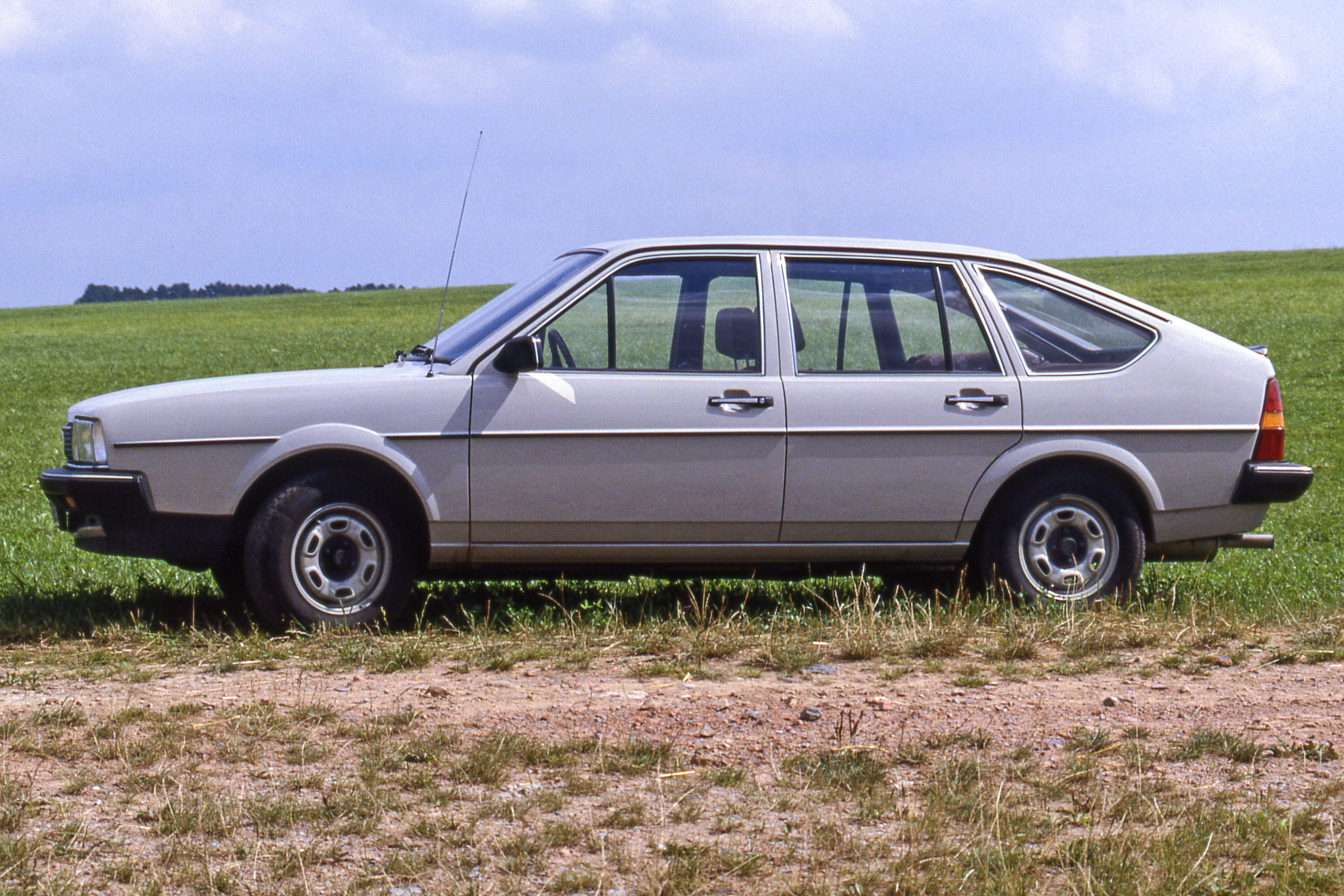
Zweite Generation des VW Passat, 1980

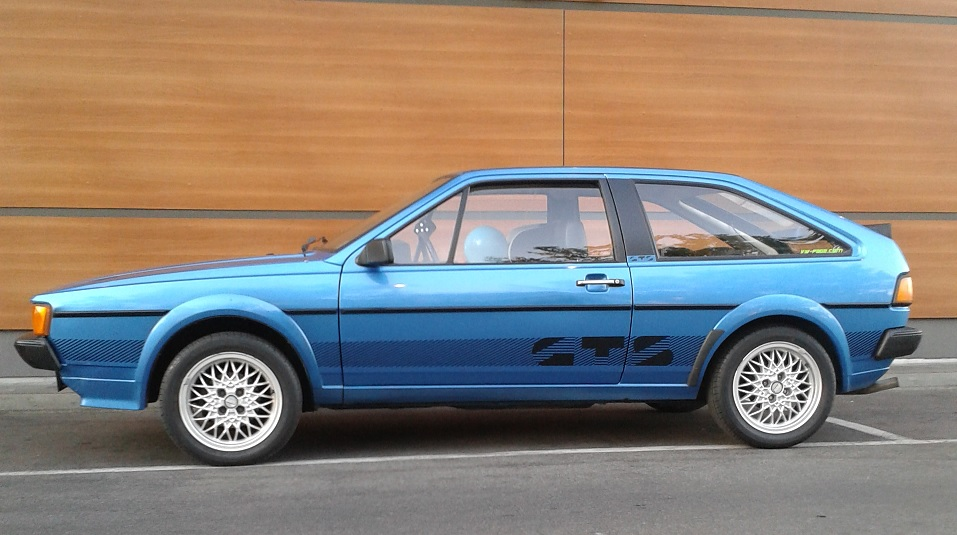
Zweite Generation des VW Scirocco, 1981

Unter dem seit 1975 amtierenden Vorstandsvorsitzenden Toni Schmücker wurde die Modellpalette durch Design-Modernisierung (Facelifts) sowie durch die von den Modellen Polo und Golf abgeleiteten Stufenheckmodelle Derby und Jetta weiterentwickelt. Parallel dazu arbeitete die Designabteilung, in der um 1980 nur sechs Designer angestellt waren, unter Schäfers Leitung an eigenen Entwürfen für die Nachfolgemodelle. Die noch von Giugiaro und Audi Design stammende erste Generation moderner VW-Modelle wurde mit Beginn des neuen Jahrzehnts durch die nun hausintern von Luca Rezzonico entworfenen Modelle Passat B2 (1980), Santana (1981), Scirocco II (1981), Polo II (1981) und Golf II (1983) abgelöst. Diese Modelle führten die bisherige Formensprache behutsam fort. Merkmale wie gerundete Fahrzeugseiten und Heckpartien, aufsteigende Linien sowie hochplatzierte Heckleuchten beherrschten das Erscheinungsbild der unter Schäfers Ägide entstandenen neuen Volkswagen-Modelle. Die gedrungene und kompakte Wirkung dieser Modelle führte in den 1980er Jahren zu der Bezeichnung „Heide-Design“.
Parallel dazu wurden in der Designabteilung auch Studien erstellt, deren Formensprache langfristig in die Serienmodelle einfließen solltem. Mit dem 1981 vorgestellten Konzeptfahrzeug Auto 2000 beteiligte sich Volkswagen an einer Initiative des Bundesforschungsministeriums, das 1978 ein Projekt für seriennahe Automodelle mit besonders niedrigen Verbrauchs-, Abgas- und Lärmwerten vorgestellt hatte. Ein Jahr später setzte die von Peter Knapp entworfene Studie VW Student die mit dem Auto 2000 eingeschlagene Designlinie fort, geprägt von einer aerodynamischen Karosserieform mit ebenen Außenflächen sowie einer geschlossenen Frontpartie ohne Kühlergrill. Wesentliche Designmerkmale dieses Forschungskonzepts flossen 1988 in das Serienmodell Passat B3 ein, das ebenfalls von Knapp entworfen wurde.

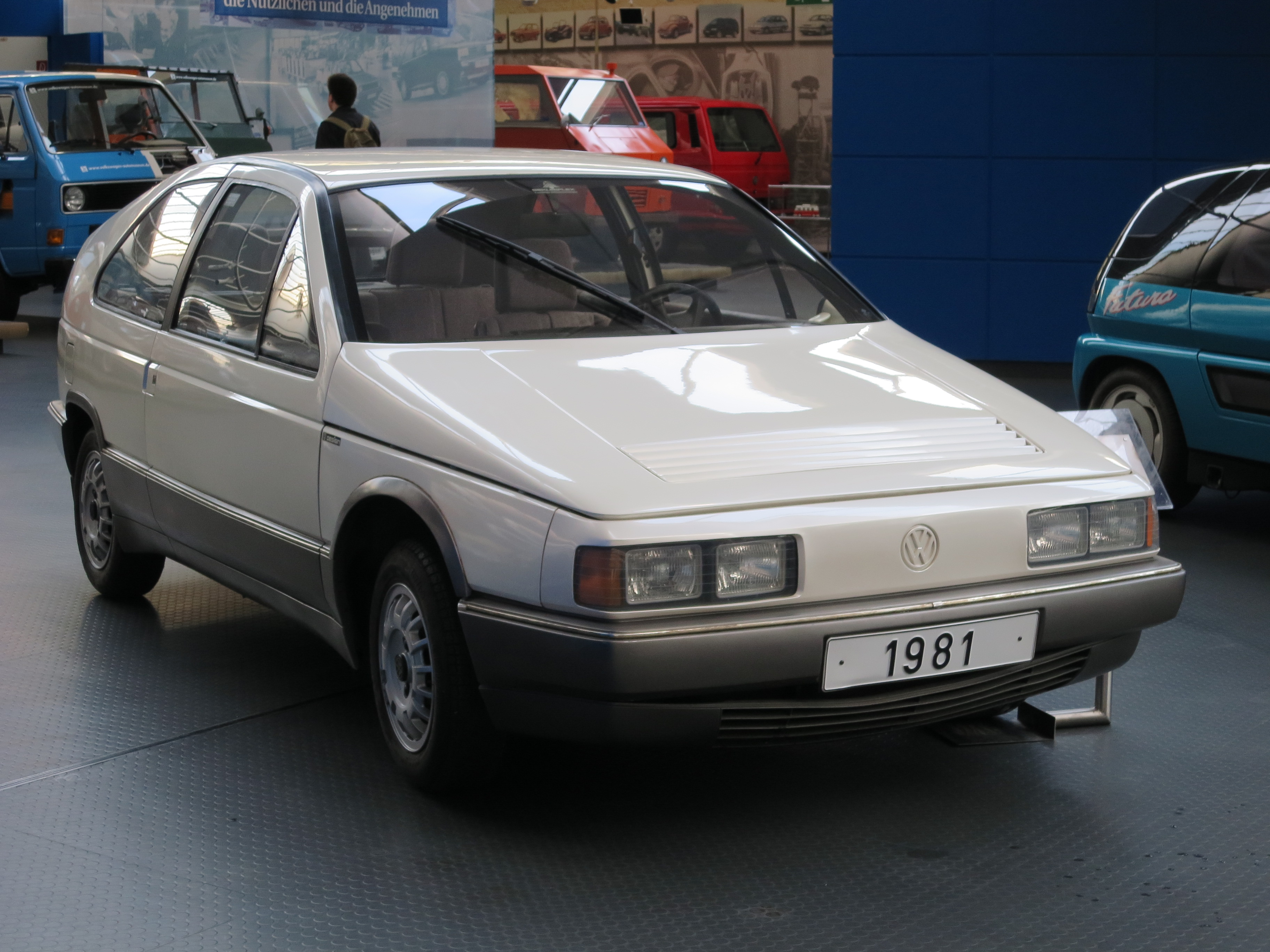
VW-Forschungsauto Auto 2000, 1981
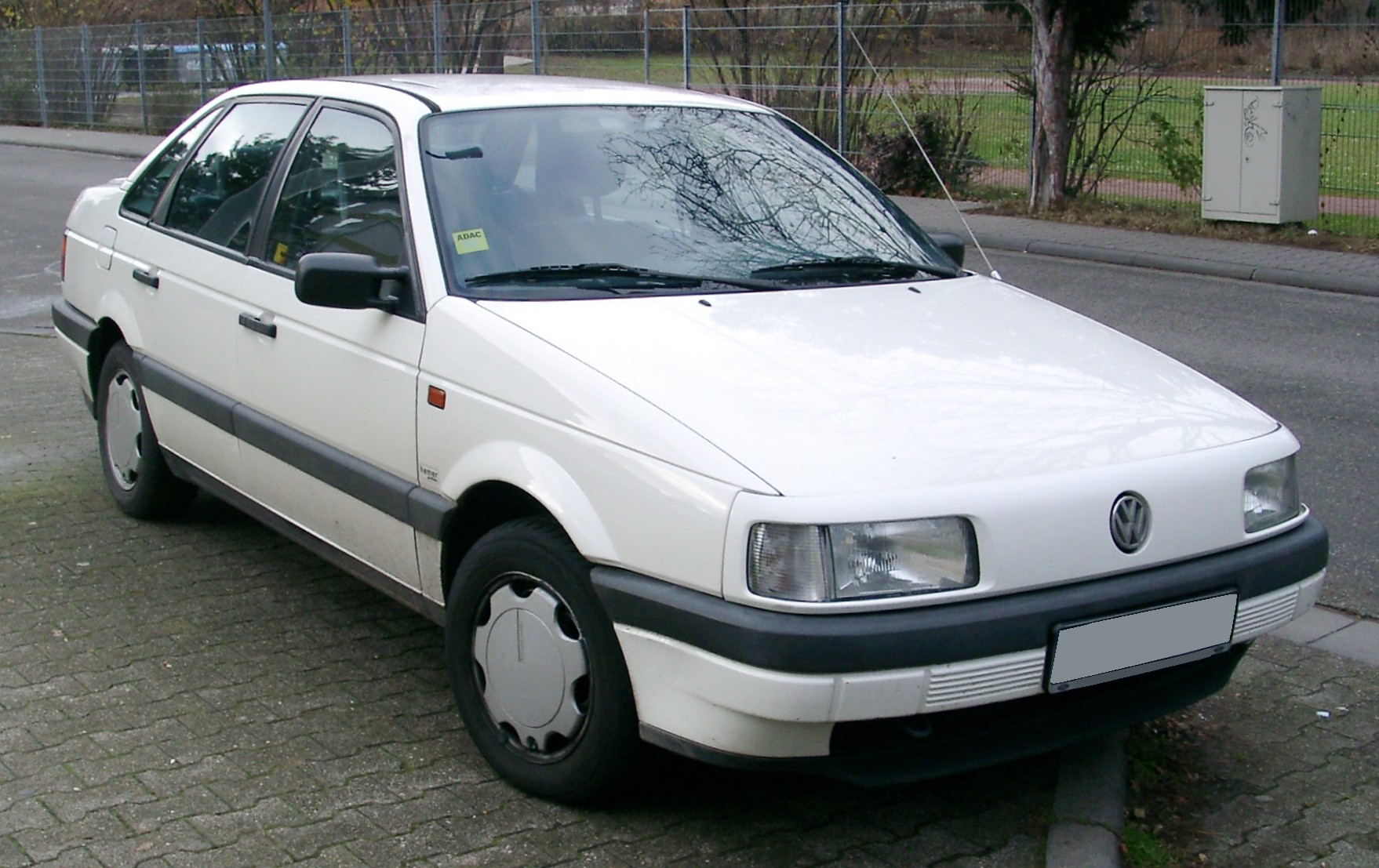
VW Passat B3, 1988

#### Expansion des Volkswagen-Konzerns unter Carl Hahn

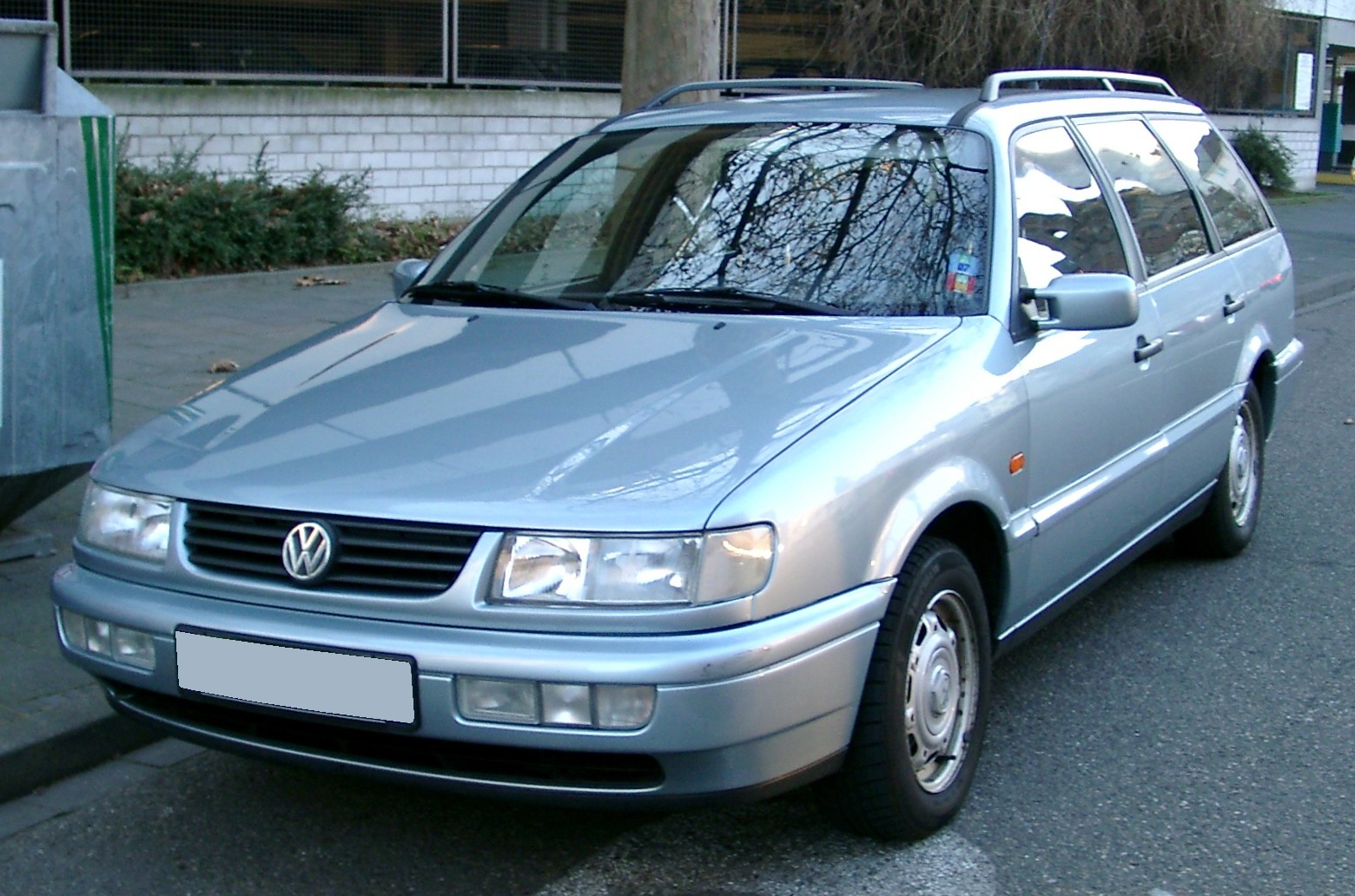
VW Passat B4 mit dem „Happy Face“, 1993

Mit Carl Hahn, der 1982 den Vorstandsvorsitz übernommen hatte, setzte in den 1980er Jahren eine Expansion des Volkswagen-Konzerns ein. So wurde 1986 der spanische Hersteller Seat in den Konzern integriert. Auch auf die Design-Aktivitäten wirkten sich die Expansionsbestrebungen aus. 1985 wurde ein parallel zur Designabteilung agierendes Zentrum für Design und Strategie in Düsseldorf eingerichtet, dessen Leiter der vormalige Ford-Designer Patrick le Quément wurde. 1991 wurde in den USA ein weiteres Design-Studio im kalifornischen Simi Valley eröffnet. Auf das Design der VW-Serienmodelle hatten diese neuen Studios allerdings zunächst keine Auswirkungen. Im Bemühen um ein einheitliches Markengesicht entwickelte die Designabteilung Anfang der 1990er Jahre das sogenannte „Happy Face“ mit einem an seinen Kanten nach oben gerundeten Kühlergrill, welches 1993 mit dem Passat B4 eingeführt wurde.

### 1993 – 2002: Das Volkswagen-Design unter Hartmut Warkuß

#### Neuausrichtung der Marke durch Ferdinand Piëch
Anfang 1993 übernahm Ferdinand Piëch den Vorstandsvorsitz des Volkswagen-Konzerns. Unter seiner Leitung erfolgte eine Neuausrichtung, vor allem im Hinblick auf die Produktqualität. Piëch besetzte die Designabteilung der wichtigsten Konzernmarke VW neu und löste Schäfer durch Hartmut Warkuß ab, der zuvor unter Piëchs Leitung als Chefdesigner von Audi tätig gewesen war. Außerdem wurde die Designabteilung neu strukturiert und mit zwei Stellen für die Leitung des Exterieur- und des Interieur-Designs versehen, die mit Peter Schreyer (Exterieur) und Ulrich Lammel (Interieur), die in Warkuß‘ Gefolge ebenfalls von Audi kamen, besetzt wurden. Nach dem Wechsel Schreyers als Chefdesigner zu Audi 1994 übernahm Gerhard Pfefferle die Leitung des Exterieur-Designs.
Das neue Team entwarf unter der Leitung von Warkuß zunächst die Nachfolge-Designs für die Modelle mit hoher Stückzahl, Passat und Golf, und entwickelten das 1993 eingeführte „Happy Face“ weiter. Gemäß dem von Warkuß postulierten „Prinzip der Sachlichkeit“ zeichneten sich die neuen Designs durch einfache, geometrisch definierte Formen und ebene Flächen aus. Insbesondere der 1997 vorgestellte neue Golf gilt bis heute aufgrund der „deutlich erkennbaren Reduktion auf das Wesentliche mit seiner eleganten Silhouette, der gepfeilten C-Säule mit parallelen Fugenverläufen sowie ausgeprägt modellierten Radläufen als ein Design-Meilenstein in der VW-Geschichte“. Mit dem Anfang 1998 vorgestellten New Beetle brachte VW zudem ein im kalifornischen Design-Studio konzipiertes Modell auf den Markt, das als eines der ersten Serienautos im Retrodesign maßgeblich zum Durchbruch dieser Stilform beitrug.

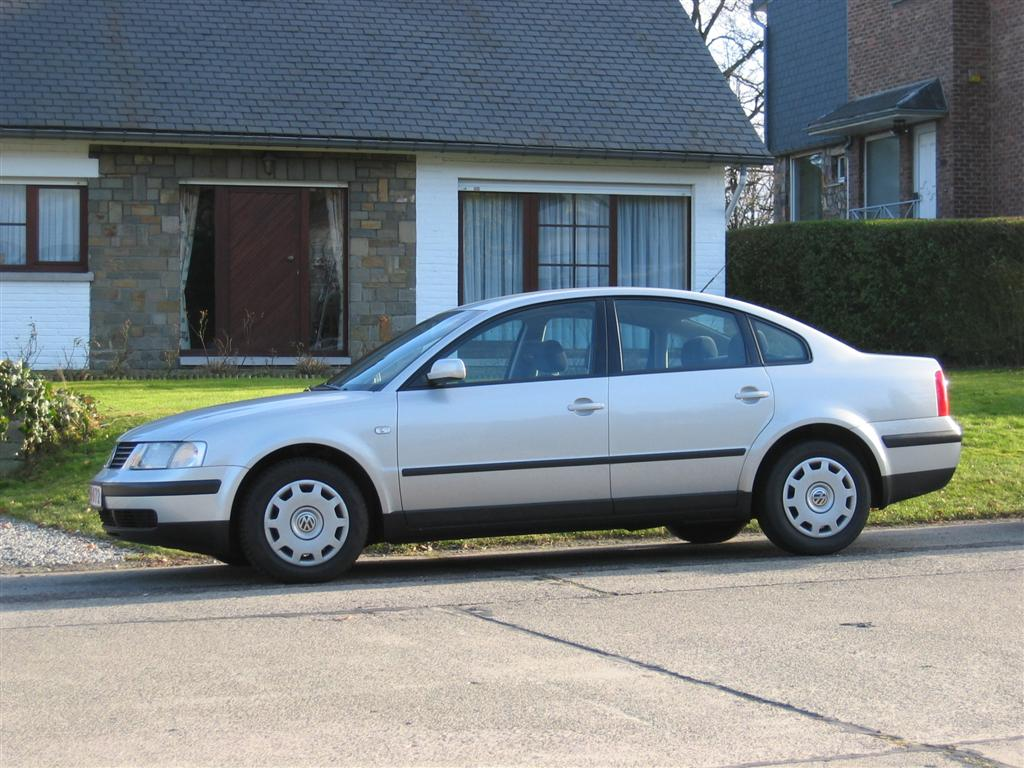
VW Passat B5, 1996
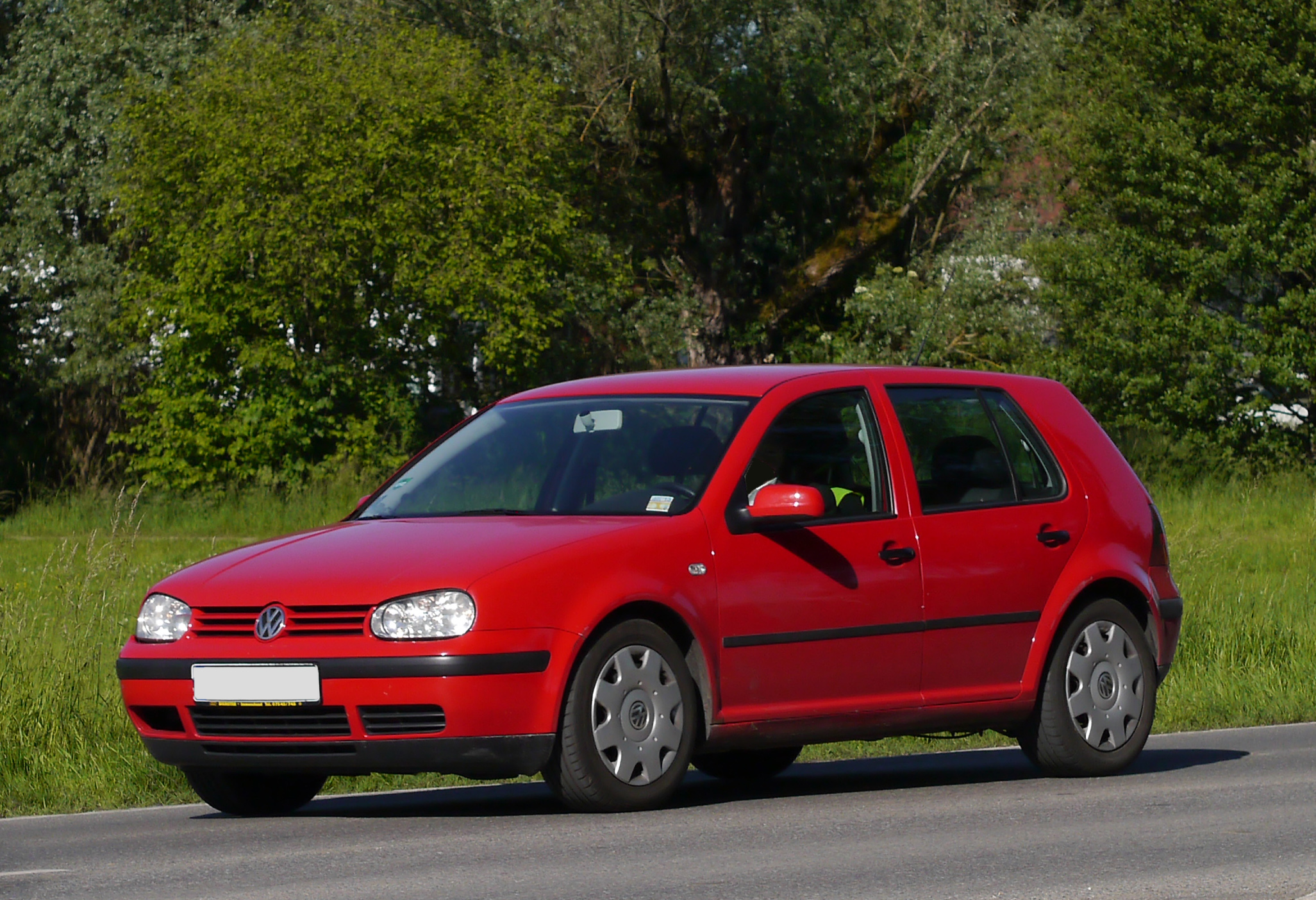
VW Golf IV, 1997
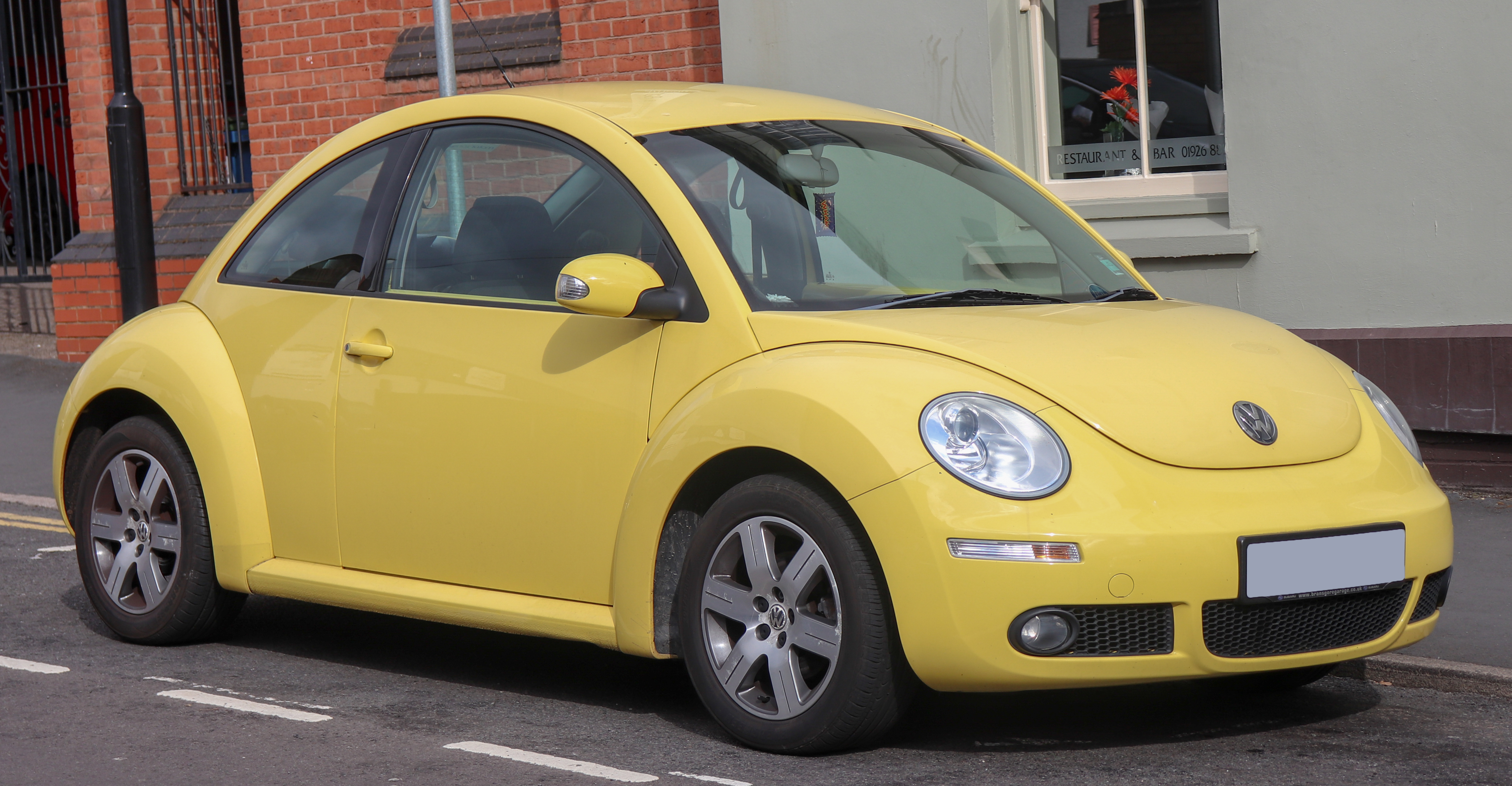
VW New Beetle, 1998

#### Erweiterung des Marken-Portfolios
Sowohl die Produktpalette der Marke VW als auch das Markenportfolio des Volkswagen-Konzerns wuchsen unter Piëchs Ägide beständig. Neue Typen wie der Kleinwagen Lupo (1998), die Limousine Phaeton (2002) oder der SUV Touareg (2002) erweiterten das Modellangebot von VW. Parallel dazu wurden mit den Herstellern Škoda (ab 1991), Lamborghini (1998) oder Bentley (1998) weitere Marken in den Volkswagen-Konzern eingegliedert. Hartmut Warkuß übernahm daraufhin zunehmend eine koordinierende Rolle. Während einige langjährige Warkuß-Mitarbeiter wie Luc Donckerwolke oder Dirk van Braeckel zu Chefdesignern der anderen Konzernmarken ernannt wurden, beteiligte Warkuß Nachwuchstalente wie Andreas Mindt oder Jozef Kabaň am Entwurf von Konzept- und Serienfahrzeugen wie dem Bentley Hunaudières und dem Bugatti Veyron. Die unter der Leitung von Warkuß entstandenen Modelle markieren für viele Betrachter mit ihrer zeitlosen Gestaltung die „goldenen Jahre“ des VW-Konzerndesigns.

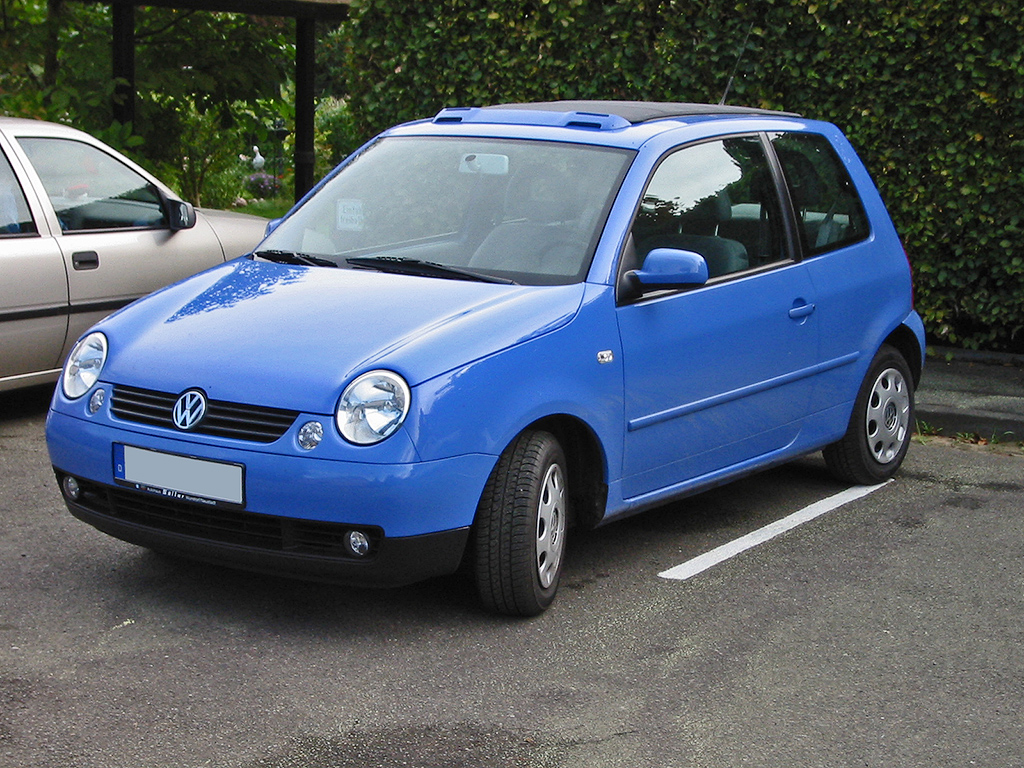
VW Lupo, 1998
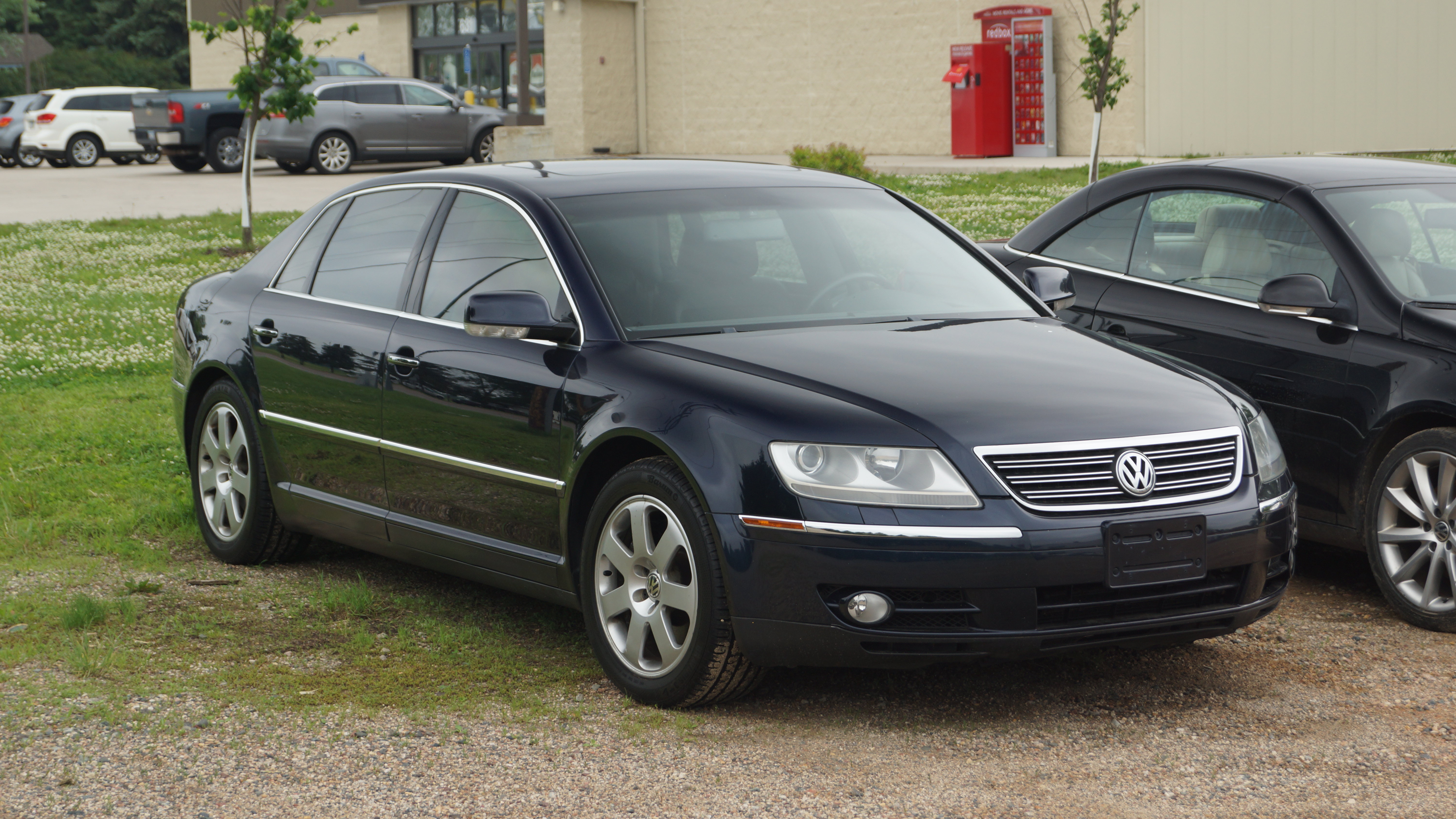
VW Phaeton, 2002
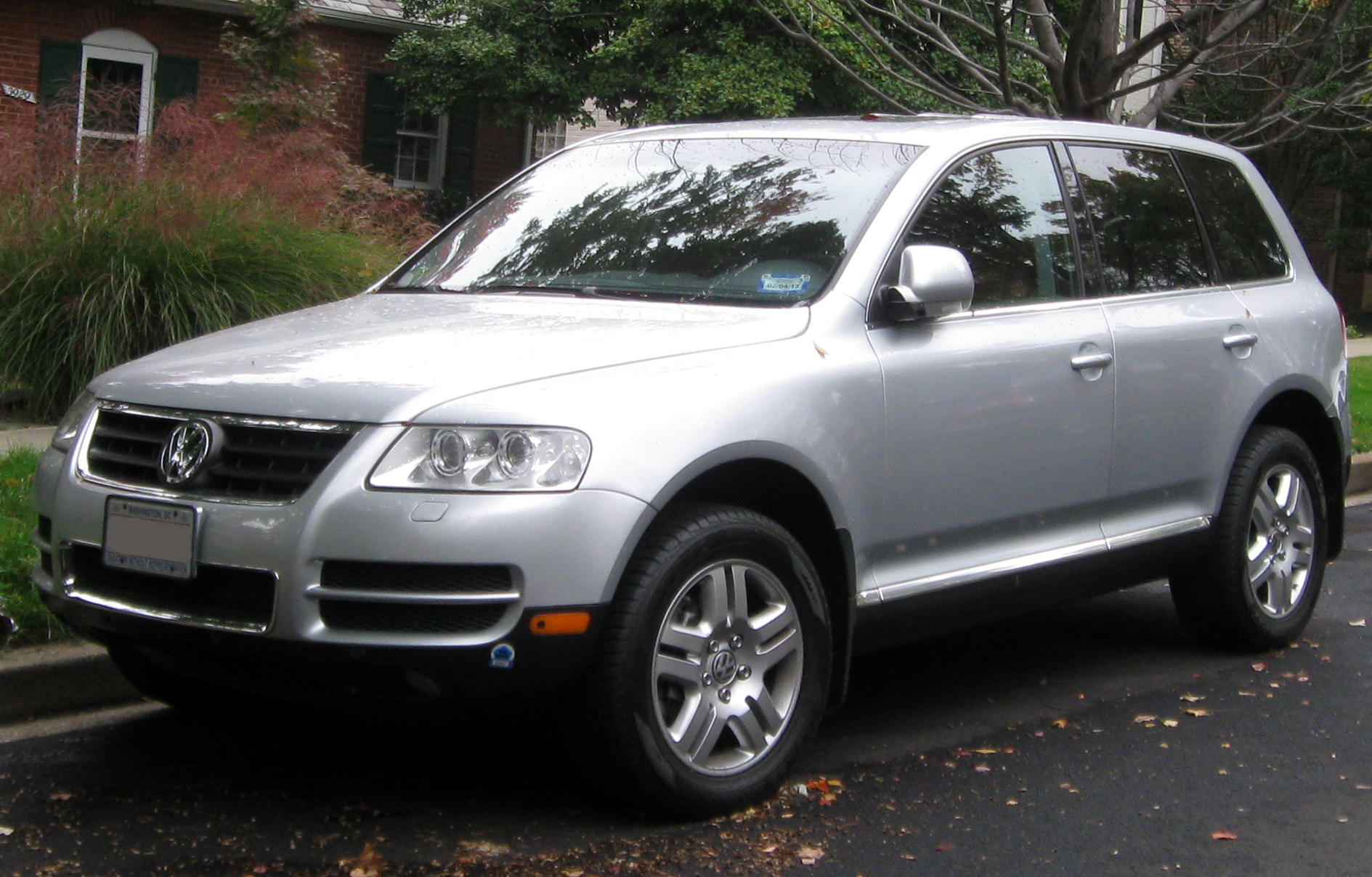
VW Touareg, 2002

1995 wurde im spanischen Sitges ein Advanced Design Studio eingerichtet, das für die Volkswagen-Gruppe als europäisches Design-Zentrum – analog zum 1991 eröffneten Design-Zentrum in Kalifornien – fungieren sollte. Mit dessen Leitung wurde der frühere Audi-Designer und Warkuß-Mitarbeiter Erwin Himmel betraut, dem 1999 Gregory Guillaume nachfolgte. Zur Jahrtausendwende waren rund 200 Mitarbeiter bei Volkswagen Design in Wolfsburg tätig, weitere 65 im Design Center Europe in Sitges und 25 im Design Center America in Simi Valley.

### 2002 – 2004: Das Volkswagen-Design unter Peter Schreyer

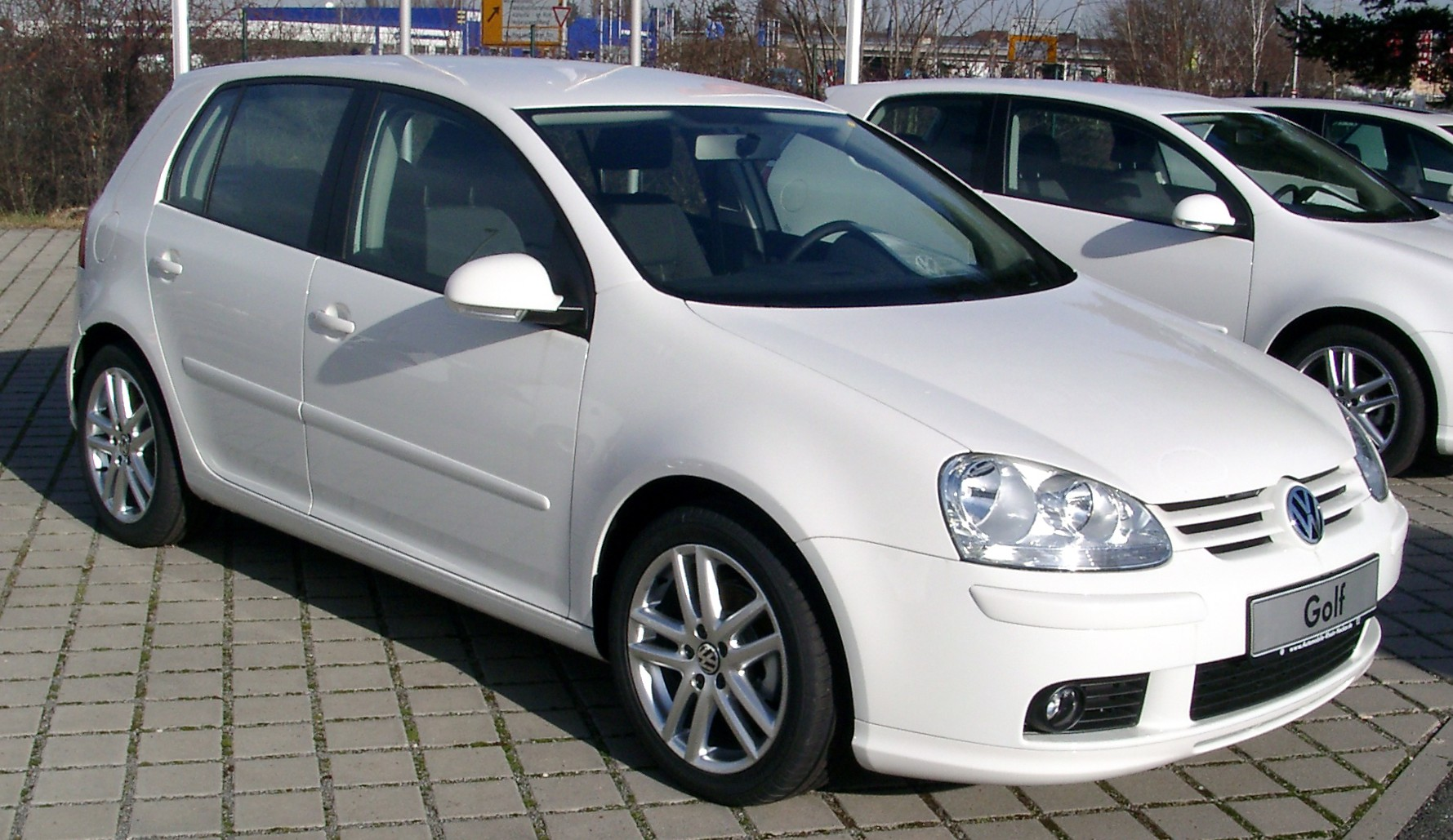
VW Golf V, 2003

Anfang 2002 übergab Piëch den Vorstandsvorsitz an Bernd Pischetsrieder, der die Management-Strukturen des Konzerns neu ordnete. Zum 1. März 2002 wurde mit zwei Markengruppen, bestehend aus VW, Škoda und Bentley einerseits sowie Audi, Seat und Lamborghini, eine Neuordnung der Kopnzernmarken vorgenommen. Als neuer Chefdesigner der VW-Markengruppe wurde Peter Schreyer eingesetzt, der damit auch die Rolle als Chefdesigner der Marke VW übernahm. Der bisherige Chefdesigner Hartmut Warkuß wurde zum Verantwortlichen für das Design des gesamten VW-Konzerns befördert und nahm damit eine neu geschaffene Position ein, die als „Vice President of Design“ in den amerikanischen Automobilkonzernen General Motors, Ford Motor Company und Chrysler Motor Corporation schon seit Mitte des 20. Jahrhunderts etabliert war.
Im Herbst 2003 wurde unter Leitung von Schreyer der neue VW Golf V, der noch unter Warkuß vom jungen Designer Marc Lichte entworfen worden war, auf den Markt gebracht. Im selben Jahr warb Pischetsrieder den Designer Murat Günak von Mercedes ab, um ihn als Nachfolger von Warkuß zu etablieren. Zum 1. April 2003 übernahm Günak die Design-Verantwortung der VW-Markengruppe von Schreyer, dessen Aufgaben damit auf das Design der Marke VW reduziert wurden. Somit war ein polyhierarchisches System geschaffen worden, dass vom Leiter des Exterieur-Designs (Jens Manske) und dem VW-Chefdesigner (Schreyer) über den Chefdesigner der VW-Markengruppe (Günak) bis zum Leiter des Konzern-Designs (Warkuß) reichte. Mit dem VW Concept R präsentierte Günak auf der IAA 2003 eine Studie, die insbesondere durch ihre neuartige Frontpartie mit einem V-förmig zugeschnittenen und von breitflächigem Chrom umrandeten Kühlergrill eine „neue Sportwagen-Designphilosophie“ für das gesamte Volkswagen-Design einführen sollte.

### 2004 – 2007: Das Volkswagen-Design unter Murat Günak
Als Hartmut Warkuß zum 15. Januar 2004 in den Ruhestand ging, übernahm Murat Günak die Verantwortung für das konzernweite Design. Ebenfalls 2004 wurde Peter Schreyer mit der Aufgabe betraut, in Potsdam ein neues Design-Zentrum aufzubauen, sodass Günak auch die Rolle als Chefdesigner von VW übernahm. Dem 2003 unter Pischetsrieder eingeführten Marken-Claim „Aus Liebe zum Automobil“ folgend, setzte er die Emotionalisierung des VW-Markenauftritts fort. Das schon 2003 mit der Studie Concept R entwickelte Frontdesign wurde unter Günaks Leitung im Herbst 2004 mit dem Golf GTI in die Serie eingeführt, und auch die 2005 vorgestellten Modelle Jetta V und Passat B6 trugen das neue Markengesicht. Mit dem VW Eos folgte 2006 ein neuartiges Coupé-Cabriolet, das die Formensprache der Studie Concept R in weiten Teilen aufgriff. Im selben Jahr präsentierte VW das Konzeptfahrzeug VW Iroc, das zwei Jahre später als Scirocco auf den Markt gebracht wurde. Weitere von Günak geprägte neue VW-Modelle waren 2007 das kompakte SUV Tiguan und 2008 der Passat CC, dessen Fahrzeugkonzept einer coupé-artigen Limousine von Günak bereits 2003 bei Mercedes mit dem Mercedes CLS etabliert worden war.
Anfang 2006 wurde das Design Center Europe (DCE) in Potsdam als neues Advanced Design Studio des Volkswagen-Konzerns eröffnet, während das bisherige Design-Studio in Sitges fortan von der Konzerntochter Seat genutzt wurde. Die Leitung des DCE wurde Thomas Ingenlath übertragen, dessen vorige Position als Chefdesigner von Škoda vom bisherigen Leiter des Exterieur-Designs bei VW, Jens Manske, übernommen wurde. Die Nachfolge von Manske bei VW übernahm Marc Lichte.

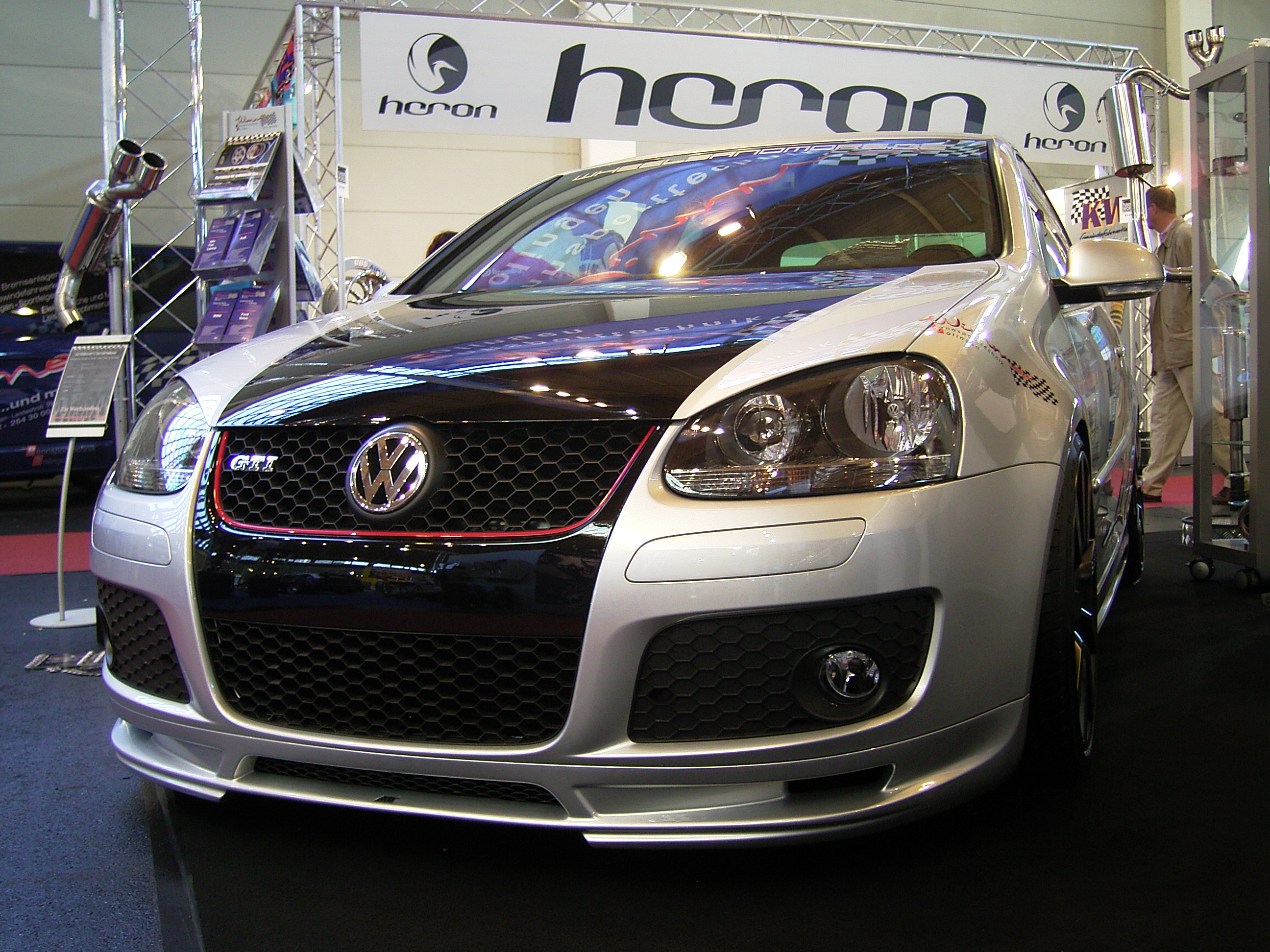
VW Golf V GTI, 2004
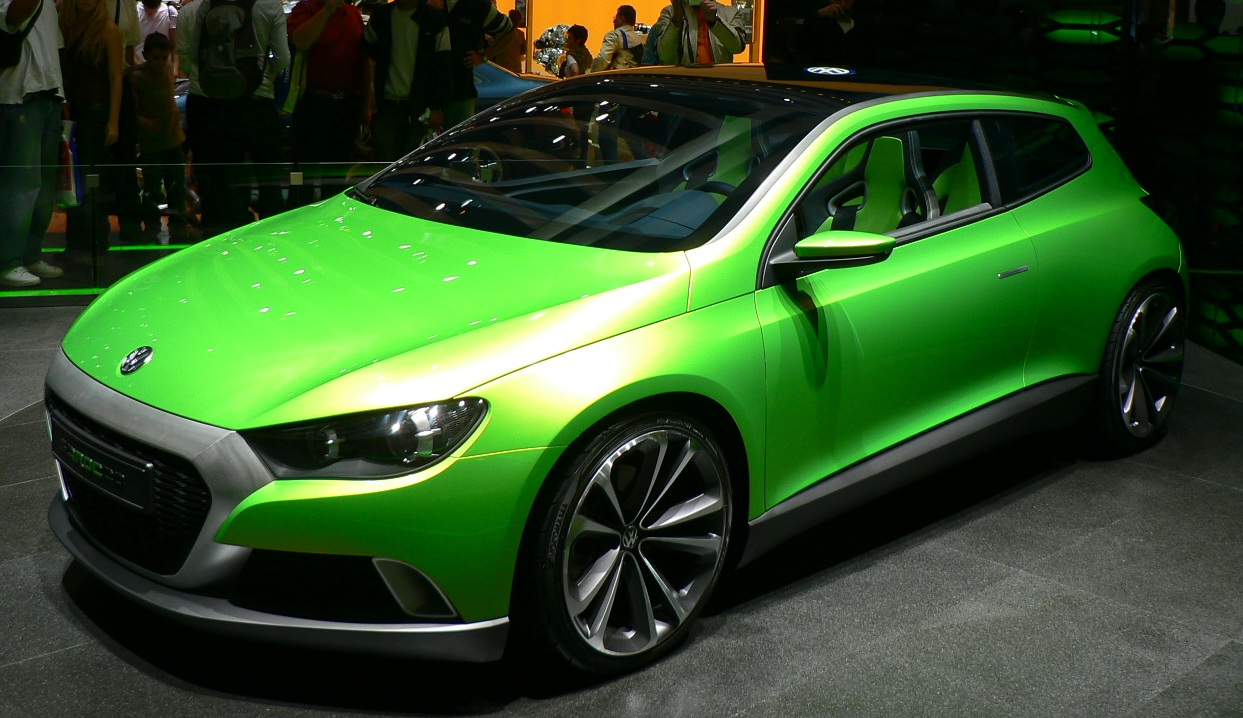
VW Iroc, Studie, 2006
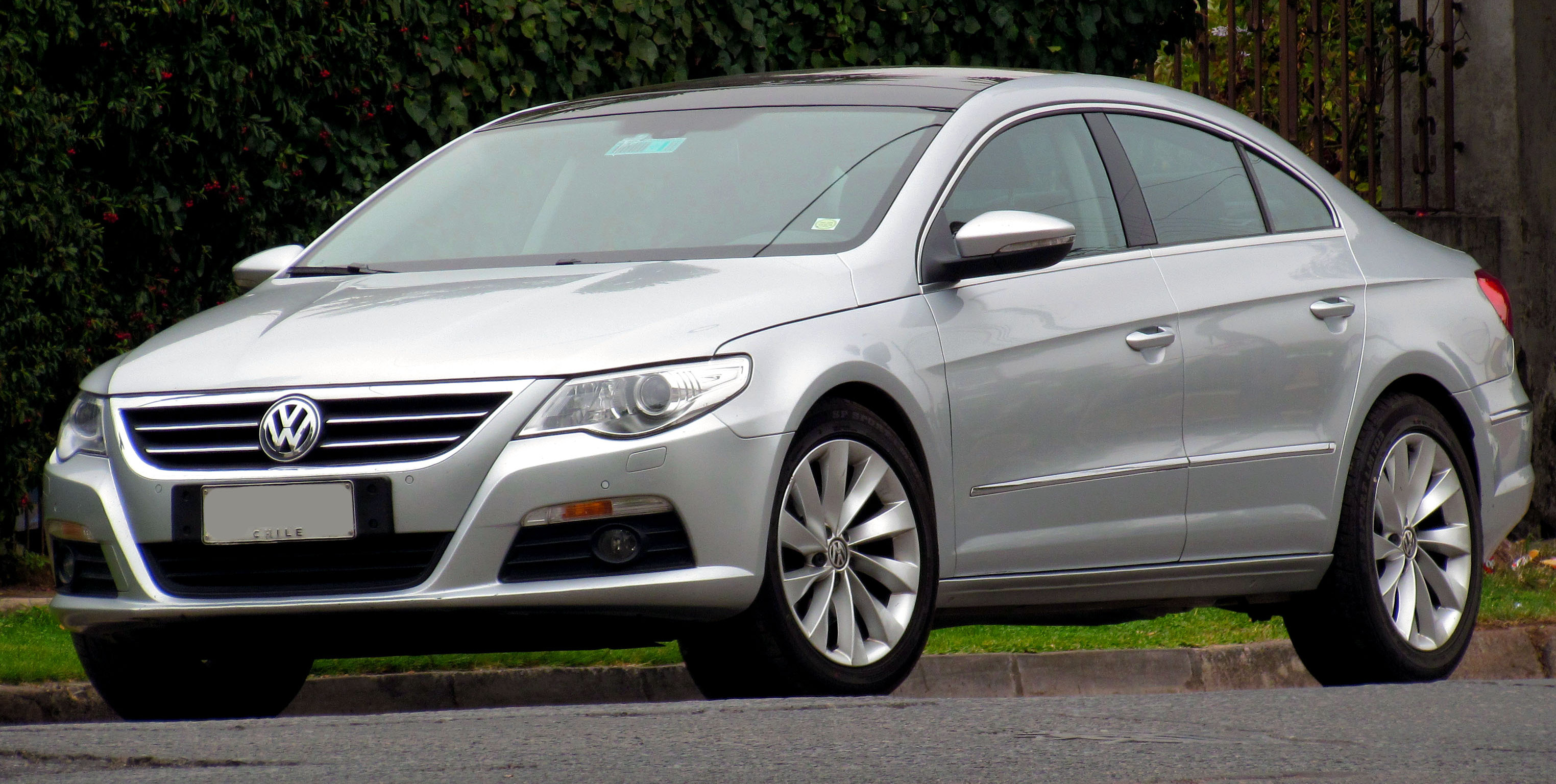
VW Passat CC, 2008

### 2007 – 2020: Das Volkswagen-Design unter Klaus Bischoff

#### Radikaler Umbruch in der Design-Abteilung

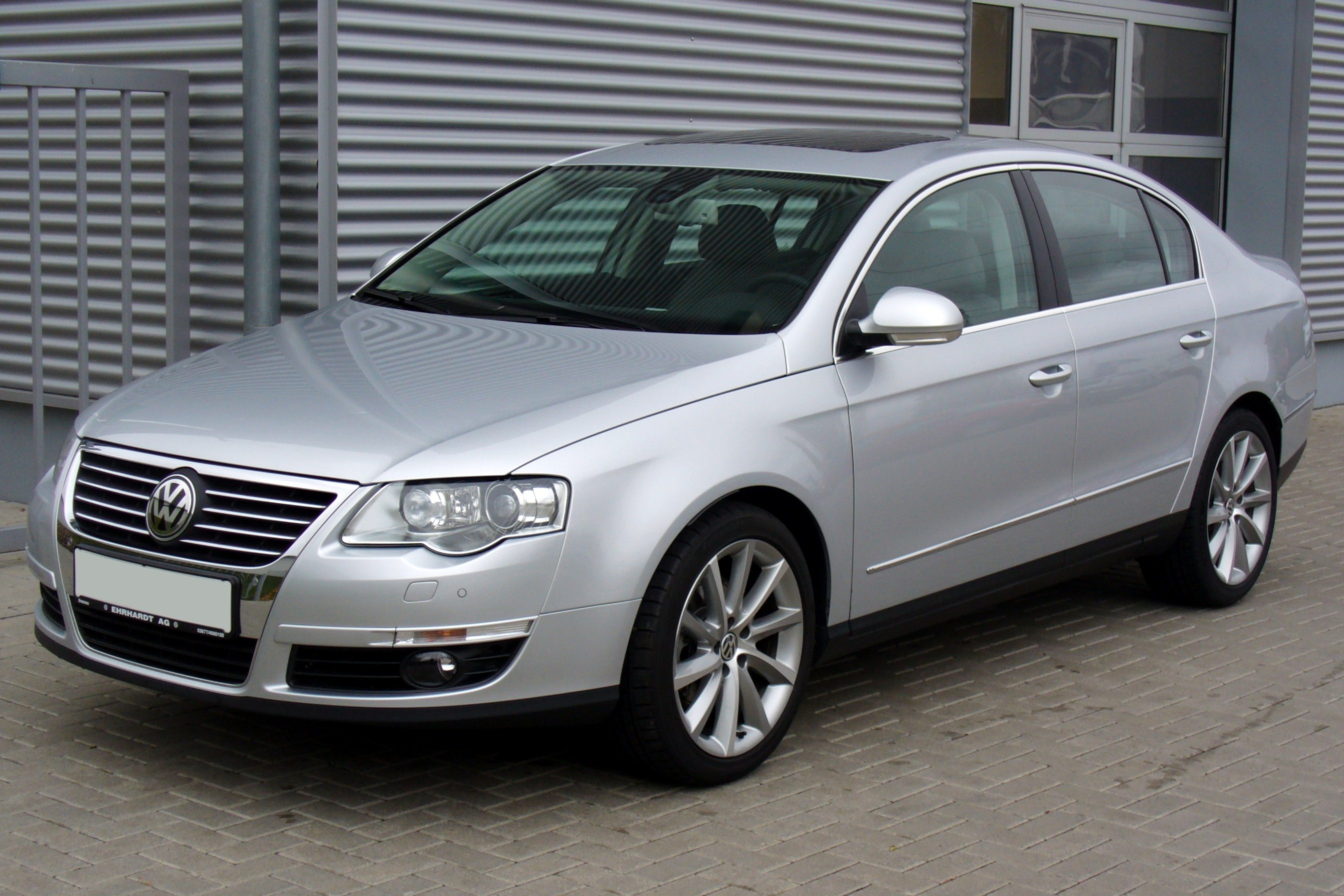
VW Passat von 2005, vor der Neugestaltung

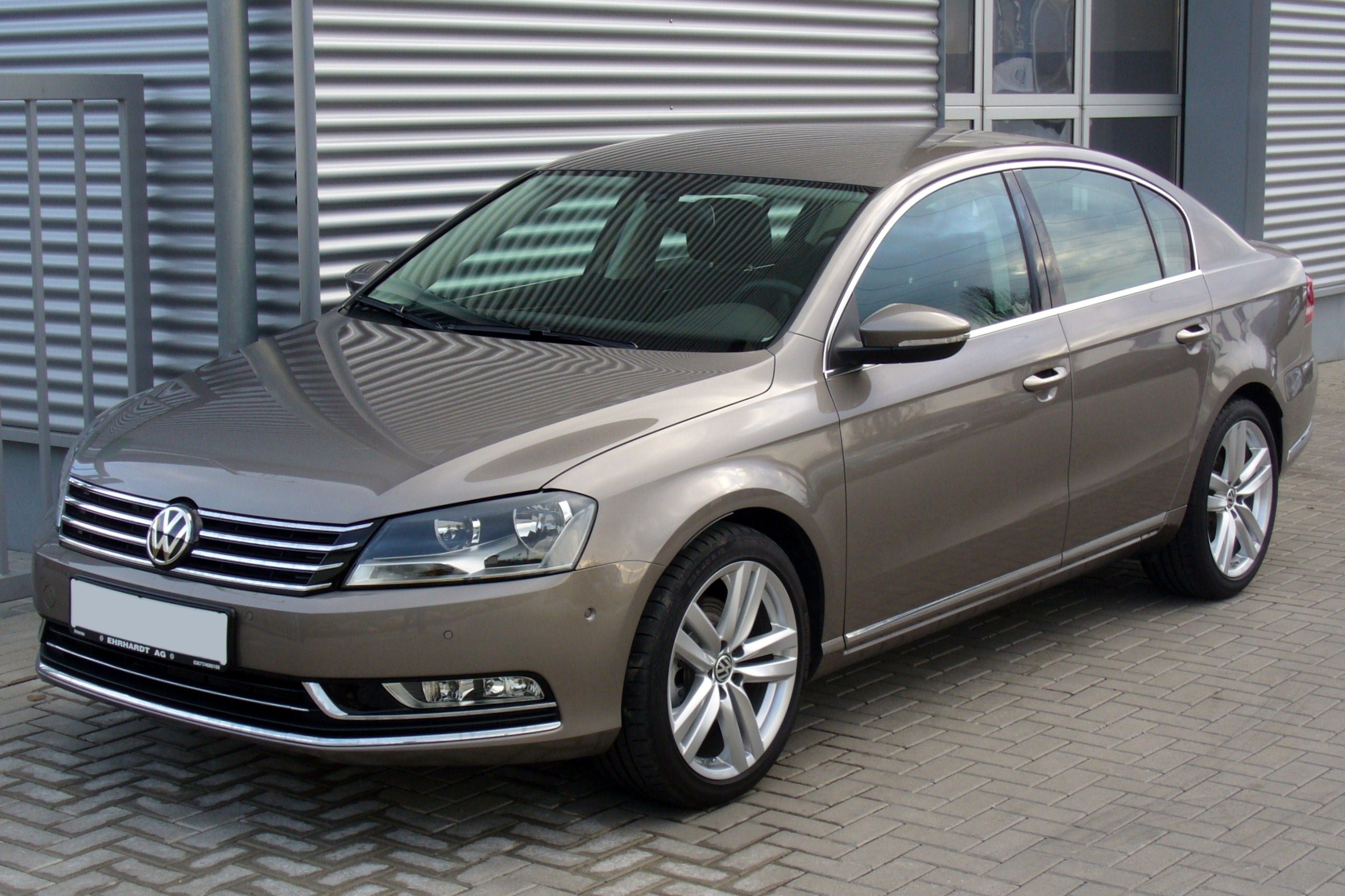
VW Passat von 2010, nach der Neugestaltung

Bernd Pischetsrieder wurde Anfang 2007 als Vorstandsvorsitzender des Volkswagen-Konzerns von Martin Winterkorn abgelöst. Mit einer personellen Neuaufstellung der Design-Abteilung sowie der Einführung des neuen Werbe-Claims „Das Auto“ stieß Winterkorn unmittelbar nach Übernahme der Konzernleitung einen radikalen Umbruch des VW-Markenauftritts an. Anstelle von Murat Günak wurde Anfang Februar 2007 Walter Maria de Silva, der zuvor unter Winterkorn das Design der Audi-Markengruppe verantwortet hatte, als neuer Leiter des Konzern-Designs eingesetzt. Zeitgleich wurden Günaks Aufgaben als Chefdesigner der Marke VW von Klaus Bischoff übernommen. Die Position eines Chefdesigners für die 2002 eingerichtete VW-Markengruppe wurde nicht mehr besetzt, und somit eine Hierarchieebene abgebaut. Nach dem Tod von Ulrich Lammel übernahm Tomasz Bachorski 2008 die Leitung des Interieur-Designs. Unter de Silva als Leiter des Volkswagen-Konzerndesigns, Bischoff als Chefdesigner der Marke VW sowie Lichte und Bachorski als Verantwortlichen für das Exterieur- und Interieur-Design wurde die bestehende Modellpalette radikal umgestaltet. Der unter Günak eingeführte chromumrandete Wappengrill wurde aufgrund seiner wuchtigen Wirkung als auch der optischen Nähe zu Audis Single-Frame-Grill wieder verworfen, stattdessen entwickelte das neue Team eine klarere Designsprache mit der Betonung einfacher horizontaler Linien. Mit tiefgreifenden Facelifts der beiden stückzahlstarken Modelle Golf (2008) und Passat (2010) etablierte Volkswagen unter der Federführung von de Silva und Bischoff ein neues Markengesicht, dessen einfache aber präzise geschnittene Linienführung des länglichen Kühlergrills ästhetische Bezüge zur Frontgestaltung des von Giugiaro konzipierten Golf I nahm.

#### Schärfere Konturierung des Marken-Designs
Parallel zur Neugestaltung des Markengesichts entwickelte VW mit Konzeptfahrzeugen wie der 2007 auf der IAA präsentierten Kleinwagen-Studie VW up! oder der 2009 auf der Automesse in Detroit vorgestellten Sportwagenstudie VW Concept Blue Sport neue Perspektiven für das Design der Marke. Als Prinzipien wurden das horizontale Gesicht, klare Linien und präzise Oberflächen herausgearbeitet. Beispielhaft für das von de Silva als „La Semplicità“ bezeichnete Streben nach Einfachheit in der Komplexität sind insbesondere der 2012 erschienene Golf VII und der 2014 auf dem Markt eingeführte Passat B8. Ihre prismatisch geschnittenen Leuchteinheiten setzten durch die Schärfung der Konturen neue gestalterische Akzente und lösten sie sich von der amorphen Gestaltung ihrer Vorgängermodelle. Darüber hinaus stellten einheitliche Designmerkmale wie die Akzentuierung einer breiten, gepfeilten C-Säule formale Bezüge zu Design-Meilensteinen der Marke wie dem Golf I und dem Golf IV her.

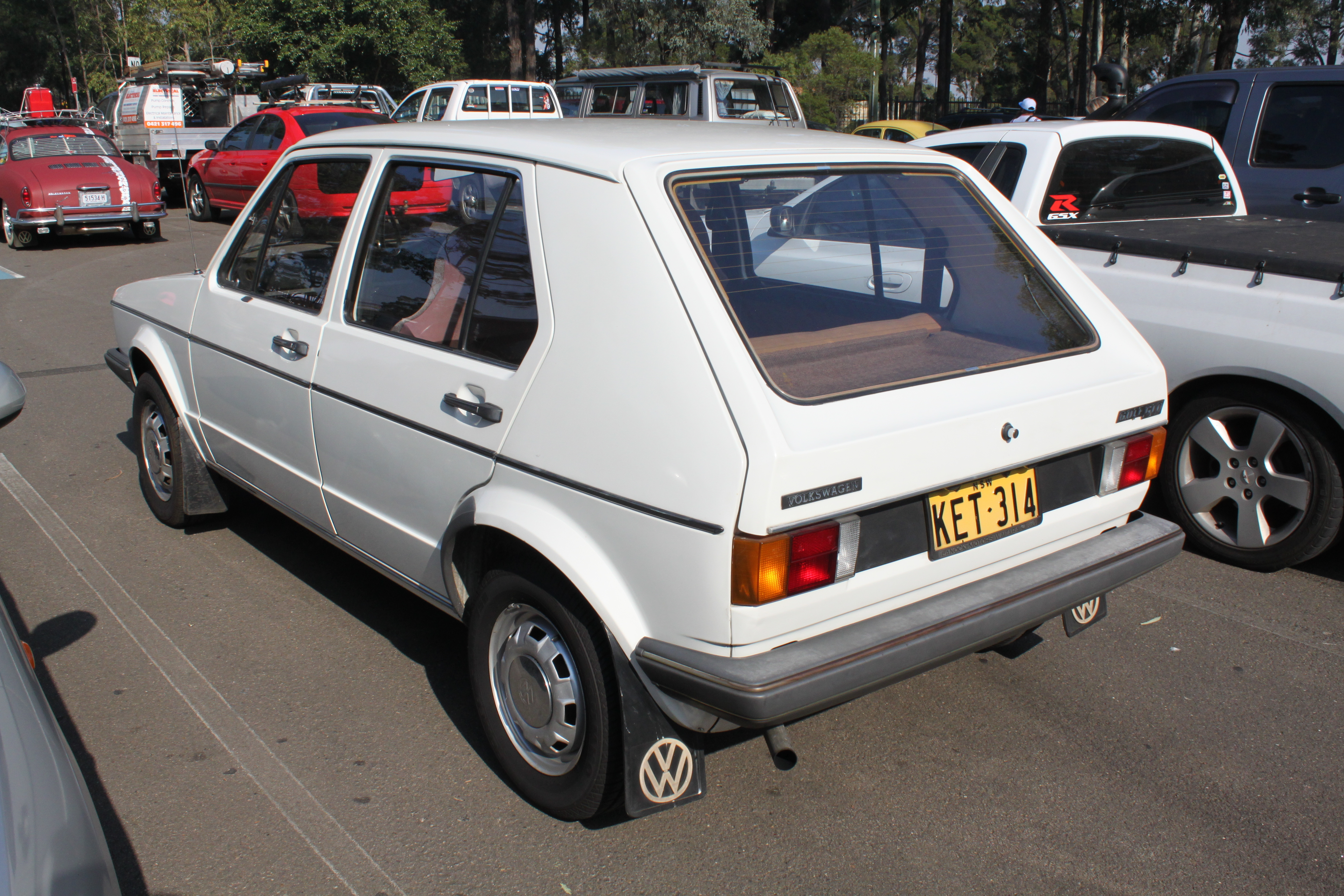
VW Golf I mit einer markanten breiten C-Säule
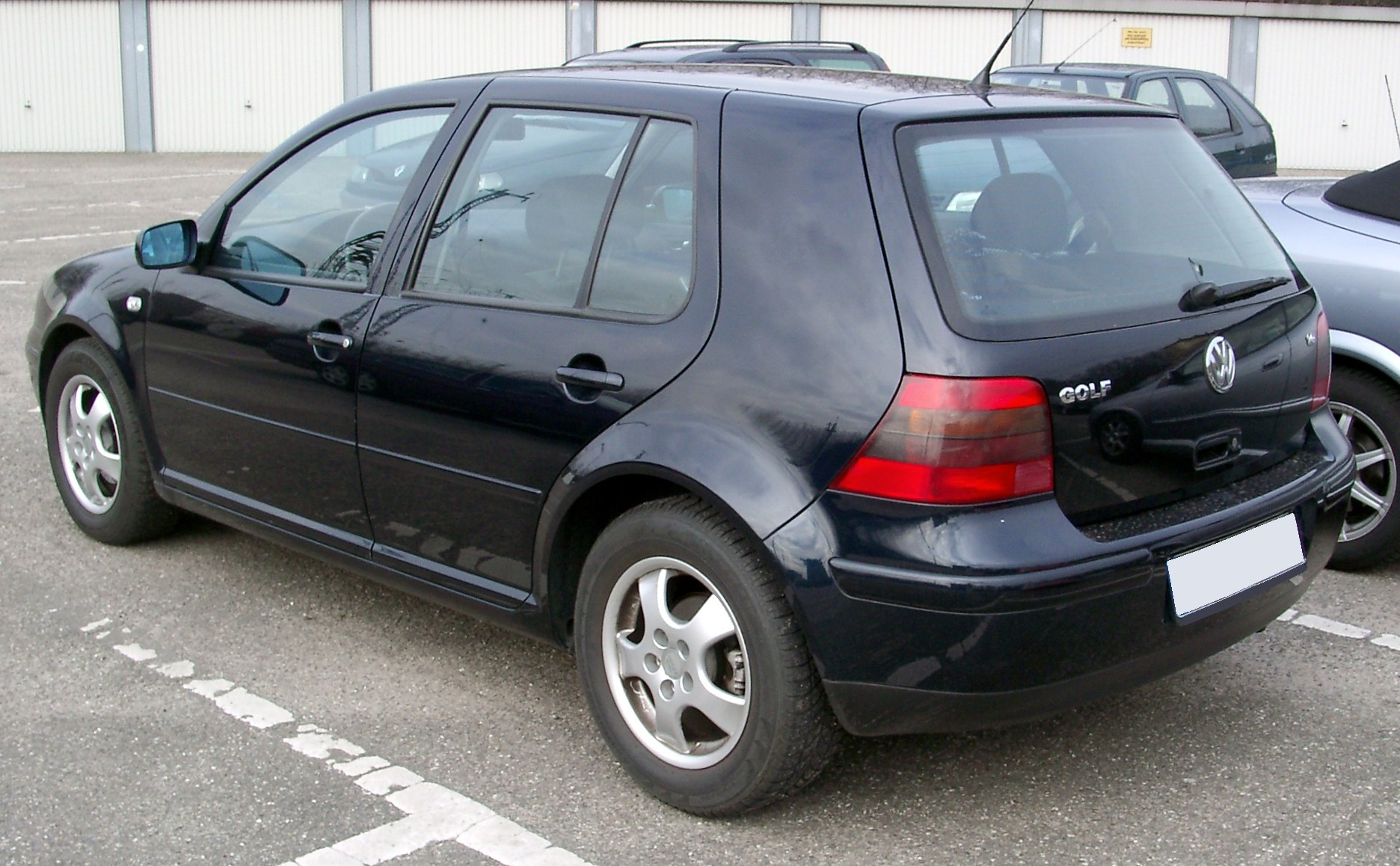
VW Golf IV mit einer in parallelen Linien gezeichneten C-Säule
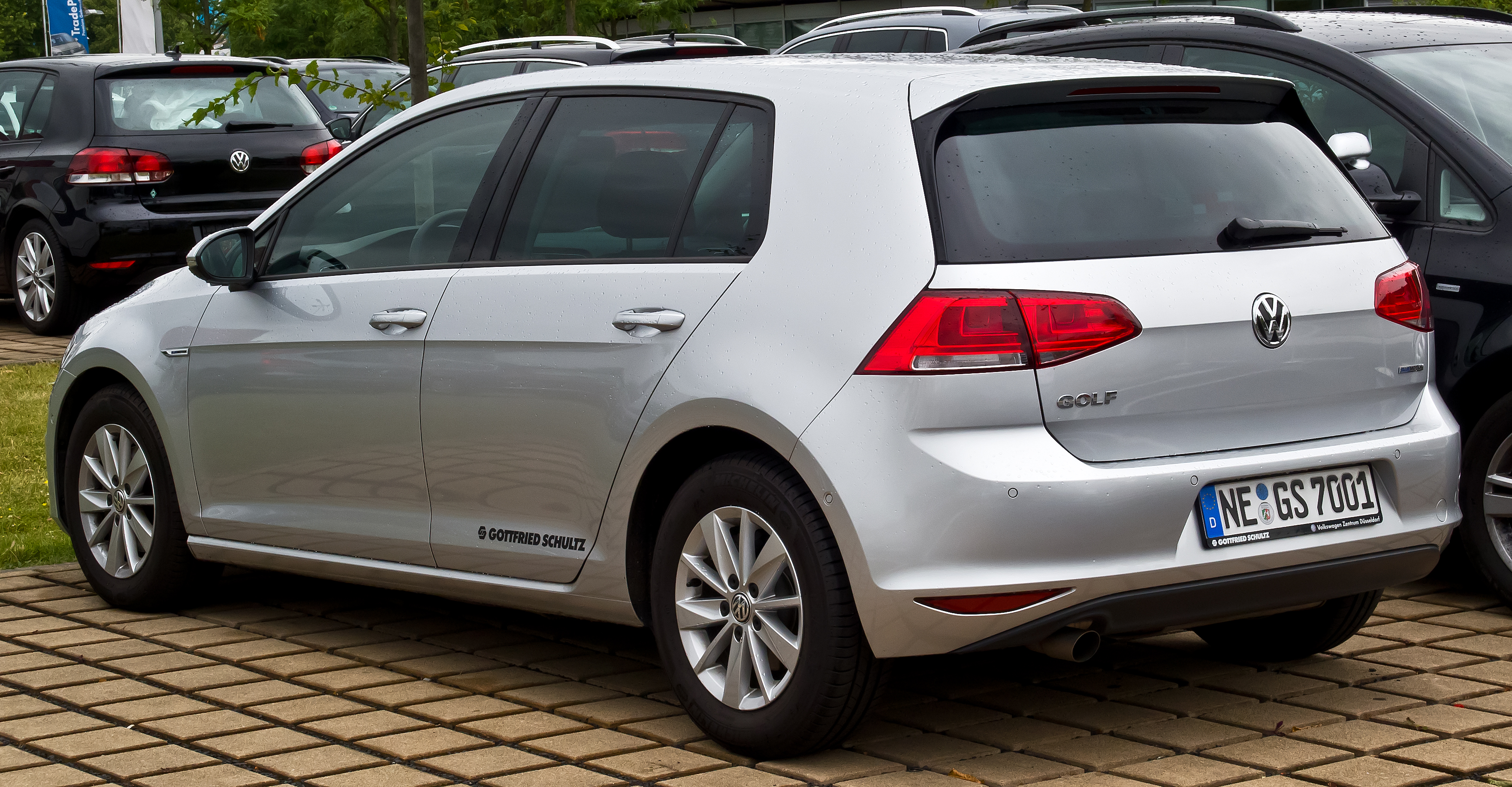
VW Golf VII mit einer scharf gepfeilten C-Säule

#### Personeller Wandel im Umfeld des Diesel-Skandals
Infolge des 2015 aufgedeckten Diesel-Skandals musste Martin Winterkorn den Vorstandsvorsitz des Volkswagen-Konzerns aufgeben und wurde von Matthias Müller ersetzt. Zeitgleich schied de Silva aus Altersgründen aus dem Konzern aus, seine Position als Leiter des Konzern-Designs wurde daraufhin mit Michael Mauer neu besetzt, der – ebenso wie Müller – von Porsche kam. Bereits im Vorjahr war der seit 2006 amtierende Leiter des Exterieur-Designs, Marc Lichte, als neuer Chefdesigner zu Audi gewechselt, ihm folgte ab Anfang 2015 zunächst Oliver Stefani. Nach Stefanis Wechsel als Chefdesigner zu Škoda übernahm im September 2017 Marco Pavone die Leitung des Exterieur-Designs bei VW. Auch in Volkswagens Design Center Europe (DCE) in Potsdam kam es zu personellen Wechseln. Nachdem zunächst 2011 Luc Donckerwolke sowie 2012 Stefan Sielaff dessen Führung übernommen hatten, folgte im Juli 2015 der von Škoda kommende Designer Peter Wouda als neuer Leiter des DCE.
Unter der Ägide des VW-Chefdesigners Klaus Bischoff entwickelte Volkswagen Design infolge des Diesel-Skandals ab September 2015 verstärkt neue Konzepte für eine Neuausrichtung der Modellpalette auf die Elektromobilität. Aufbauend auf dem MEB als konzernweitem, modularen Antriebsbaukasten, leitete Bischoff eine Abkehr von klassischen Design-Proportionen mit einer vorderen Motorhaube samt Kühlergrill und einem niedrigen optischen Schwerpunkt ein. Mit der ab 2019 auf dem Markt eingeführten ID-Modellfamilie, allen voran dem VW ID.3 und dem 2021 präsentierten VW ID.4, strebte Bischoff eine neue „E-Familienidentität“ an, die mit wenigen, aber sensibel gezeichneten Designelementen arbeitet.
Einen weiteren Baustein bei der Neuausrichtung des Volkswagen Designs stellte die Verwendung von LED-Licht dar. Nach dem von Bischoff geprägten Motto „Das Licht ist das Chrom der Zukunft“ setzte VW verstärkt Lichtelemente ein, um das Design der neuen Modelle zu inszenieren. Im selben Kontext erfolgte im Herbst 2019 die Einführung eines neu gezeichneten Markenlogos in flacher 2D-Optik, das sowohl im Hinblick auf digitale Anwendungen als auch den Einsatz als beleuchtetes Element in der Wagenfront betont filigran und schlicht gestaltet wurde.

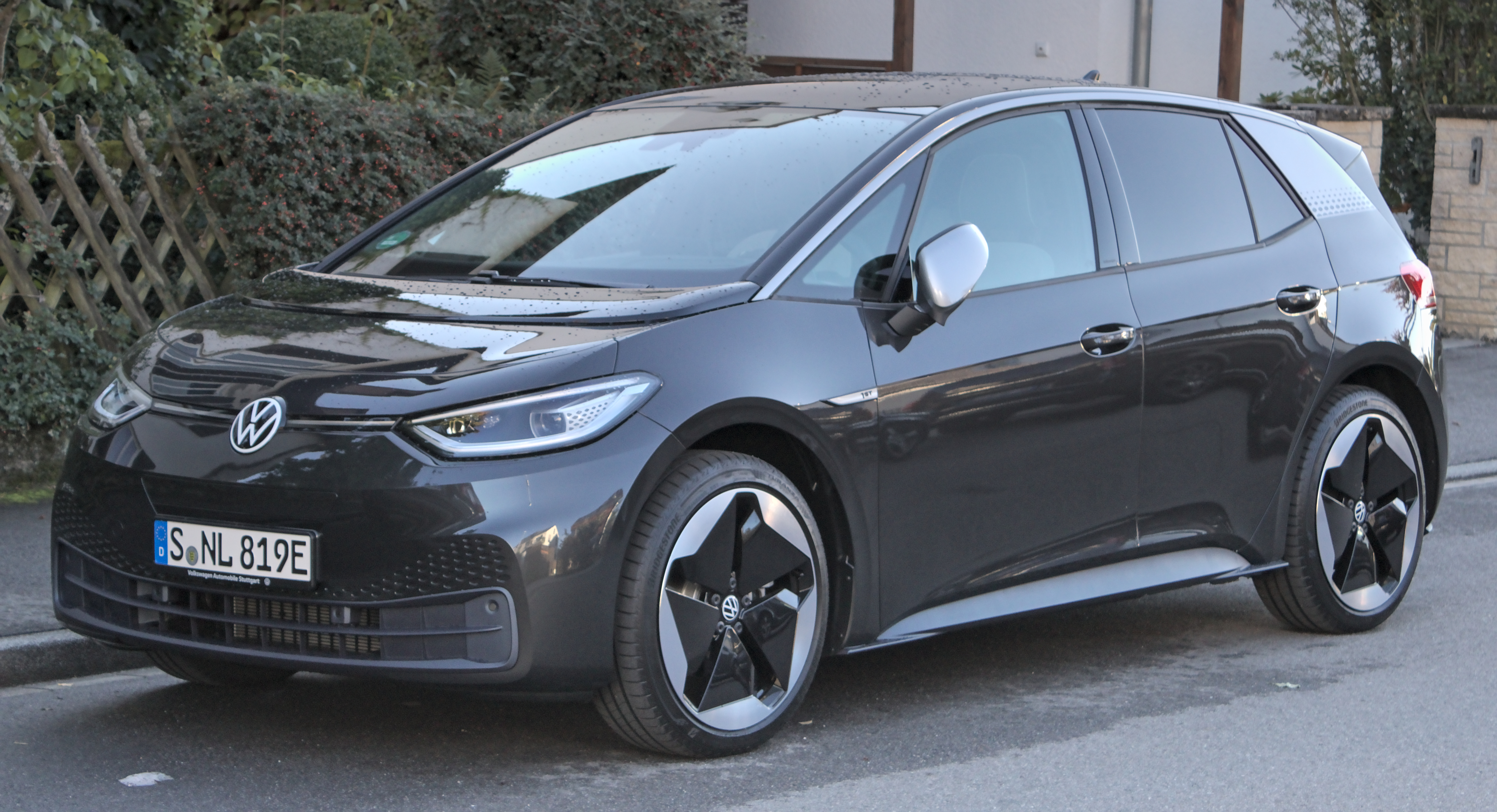
VW ID.3, 2019
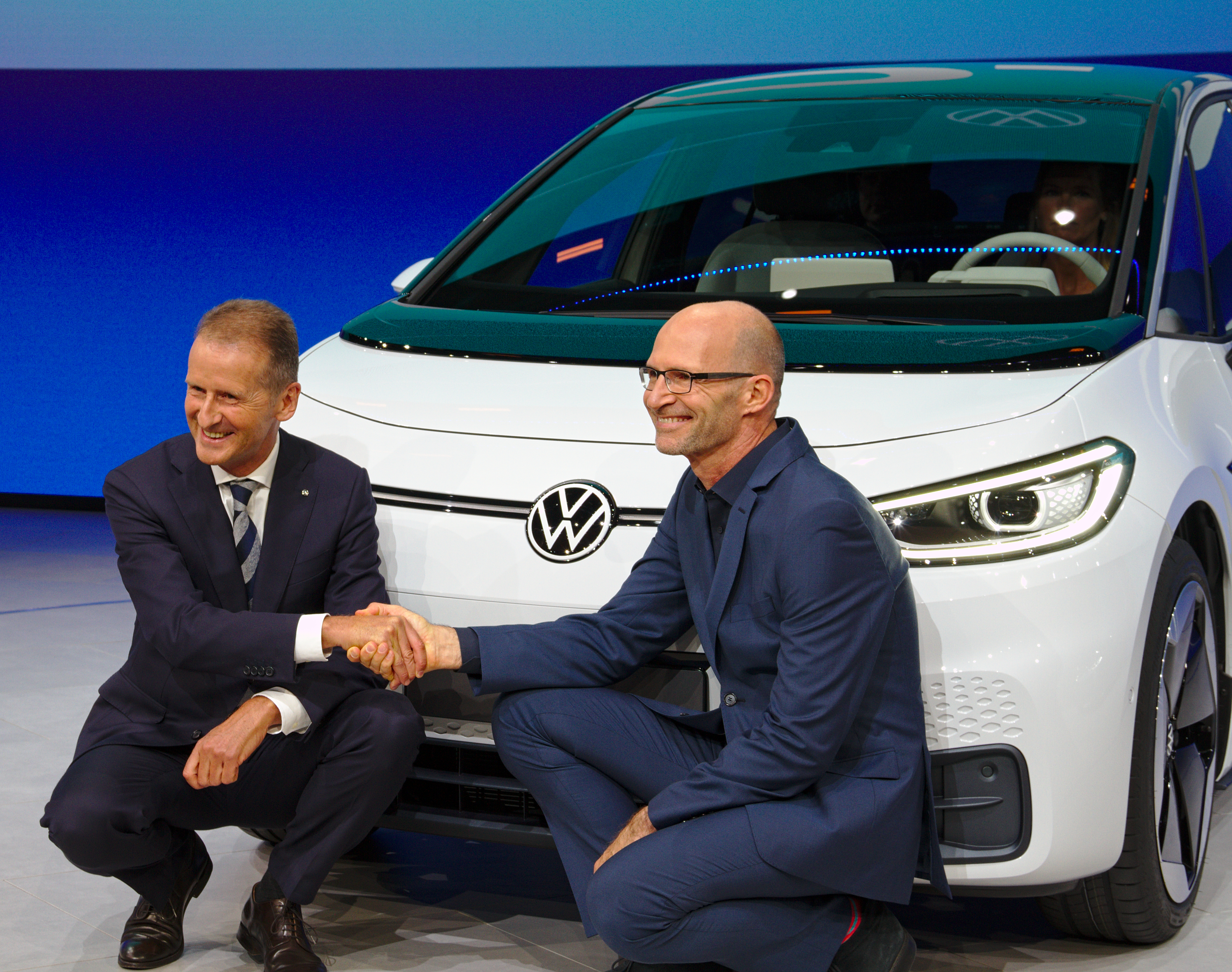
Herbert Diess und Klaus Bischoff bei der Präsentation des VW ID.3 auf der IAA 2019
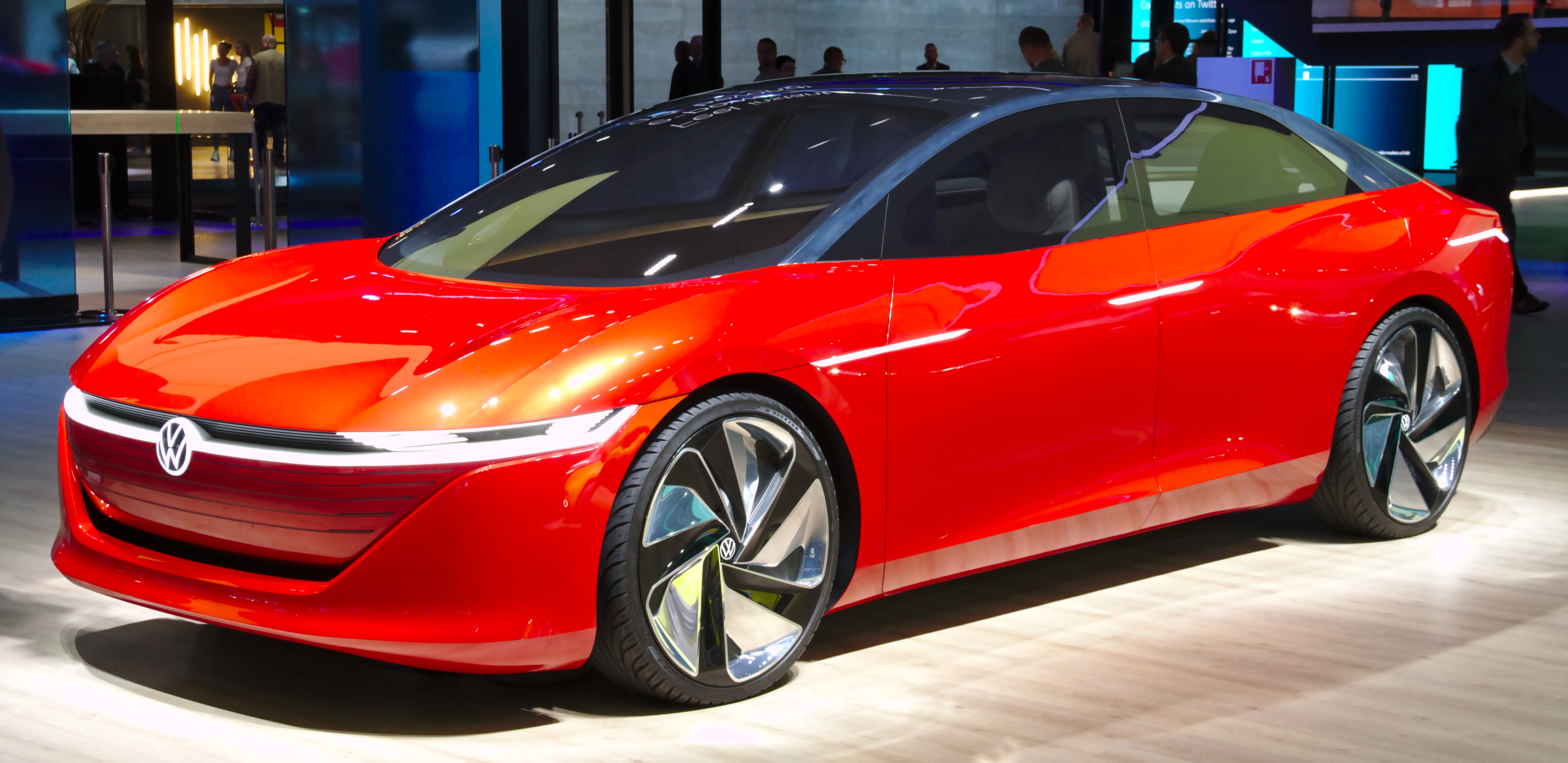
Studie VW ID.Vizzion, 2018, mit Lichtleisten als Designelementen

### 2020 – 2023: Volkswagen-Design unter Jozef Kabaň

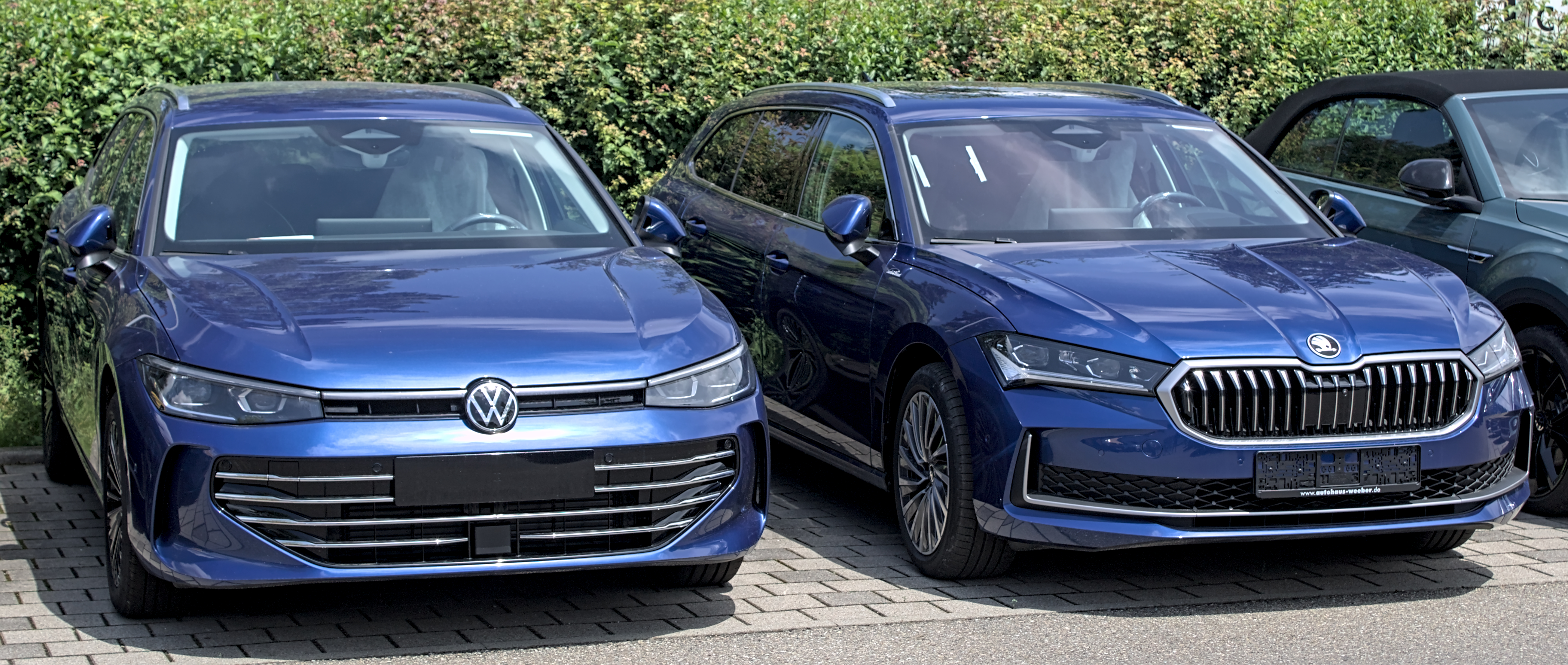
VW Passat B9 und Škoda Superb IV mit einheitlichen Basiskonstruktionen

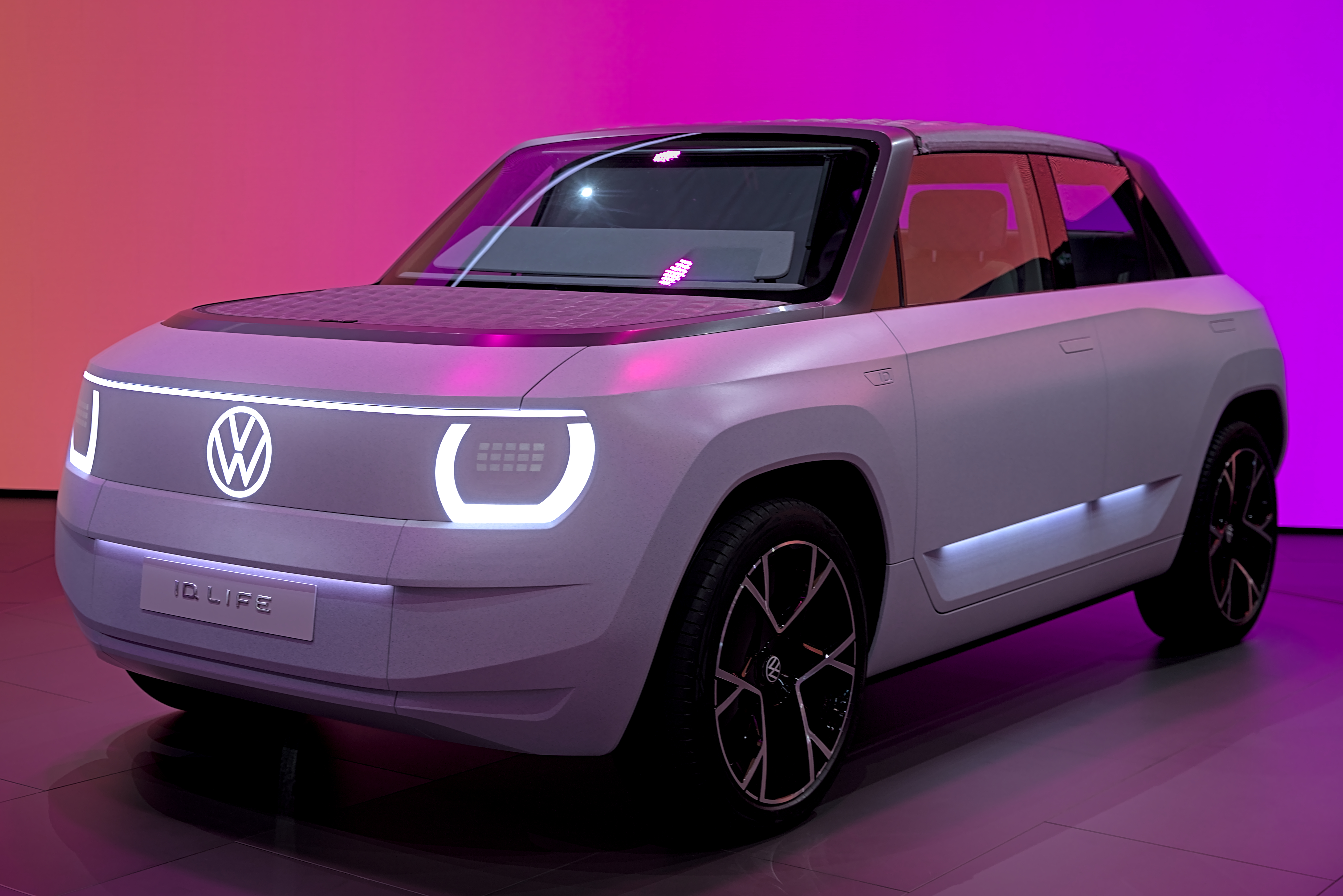
VW ID.Life, Studie, 2021

Im April 2018 übernahm Herbert Diess den Vorstandsvorsitz des Volkswagen-Konzerns von Matthias Müller. Er übertrug im April 2020 die Leitung des Konzern-Designs an den bisherigen VW-Chefdesigner Klaus Bischoff, der im selben Jahr nach Heirat den neuen Nachnamen Zyciora annahm. Ihm folgte als neuer VW-Chefdesigner Jozef Kabaň, der konzernintern zuvor schon bis 2015 als Chefdesigner der Schwestermarke Škoda tätig gewesen war.
Neue Rahmenbedingungen für das Volkswagen Design wurden durch Forderungen nach verstärkter Mehrfachverwendung von Fahrzeug-Basiskonstruktionen für verschiedene Konzern-Marken gesetzt, wie sie ab 2019 mit dem VW ID.3 und dessen Schwestermodell Cupra Born umgesetzt wurden. Dieser Strategie folgend, teilten sich ab 2021 auch die E-Modelle VW ID.4 und der Škoda Enyaq dieselbe Grundkonstruktion, die jedoch durch markenspezifisch gezeichnete Front- und Heckgestaltungen sowie andersartige D-Säulen individualisiert wurde. Auch die 2023 vorgestellten Modelle VW Passat B9 und Škoda Superb IV nutzten einheitliche und nur durch andersartige Front- und Heckgestaltungen sich voneinander abhebende Karosserien.
Im Bestreben, nach den relativ großen Modellen ID.3 und ID.4 auch bei den E-Autos in den Kleinwagenmarkt vorzustoßen, konzipierte Jozef Kabaň die Studie ID.Life, die im Herbst 2021 auf der IAA vorgestellt wurde. Auf der Basis der neu entwickelten Plattform MEB Small sollte das Modell einen Ausblick auf die Zukunft des Volkswagen Designs im Rahmen einer ganzheitlichen elektromobilen Modellstrategie geben. Das gerade Linien betonende Design, das sich deutlich von den geschwungenen Linien der Modelle ID.3 und ID.4 unterschied, verwendete Formsprach-Elemente des Golf I, ebenso war aber auch eine Anlehnung an das mit Design-Preisen ausgezeichneten Modell Honda e gegeben. Gegenüber der VW Markenleitung konnte sich dieses Konzept jedoch nicht durchsetzen, so dass Kabaň 2022 damit beauftragt wurde, einen modernen Entwurf zu entwickeln.

### Ab 2023: Das Volkswagen-Design unter Andreas Mindt

#### Radikaler personeller Umbruch im Volkswagen Design
Nach dem Rücktritt von Herbert Diess übernahm Oliver Blume im September 2022 den Vorstandsvorsitz des Volkswagen-Konzerns. Blume ordnete die Schlüsselresorts des Konzerns neu und löste zum Jahresende 2022 Klaus Zyciora als Leiter des Konzern-Designs wieder durch dessen Vorgänger Michael Mauer ab. Auch Jozef Kabaň verlor einen Monat später seinen Posten als VW-Chefdesigner, ihm folgte zum 1. Februar 2023 Andreas Mindt, der zuvor als Leiter des Exterieur Designs bei Audi gewirkt hatte.

#### Strategiewechsel für das Design von Elektrofahrzeugen

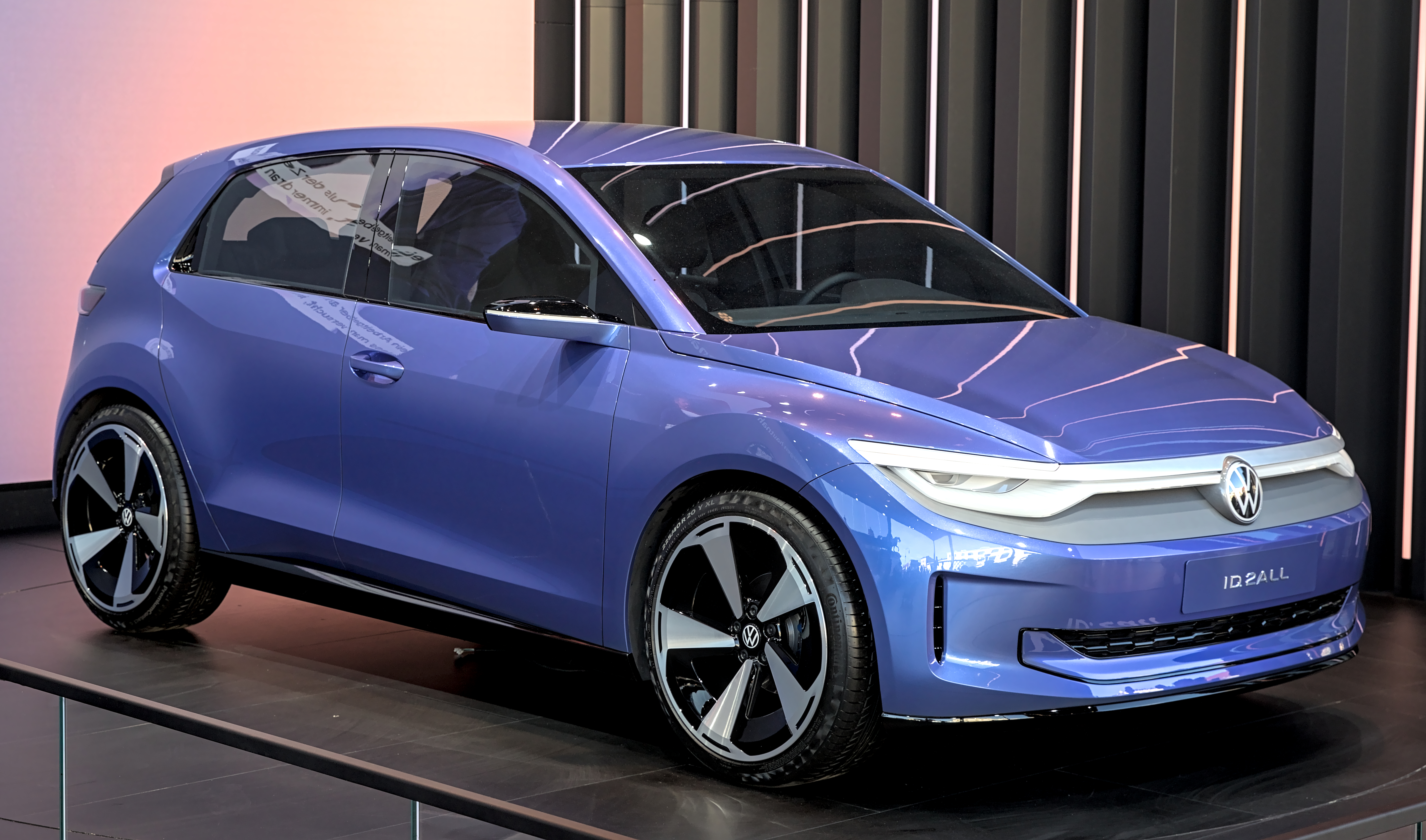
VW ID.2all, Studie, 2023

Kernaufgabe von Mindt war die Entwicklung einer neuen Designsprache für die zunehmend auf Elektromobilität ausgerichtete Marke VW. Bereits im März 2023 präsentierte er mit dem VW ID.2all eine Designstudie, die noch unter Zyciora entworfen wurde, unter dem Motto: „Wir überführen die DNA unserer Ikonen in die Zukunft“.
Den bis dahin entstandenen VW-Elektromodellen lagen avantgardistische Designs zugrunde, die eher dem Anspruch der sogenannte Early Adopters als Zielgruppe entsprachen. Die unter Mindt konzipierte neue Generation von Elektromodellen sollte dagegen wieder stärker an der bisherigen Tradition der Rationalität des Volkswagen-Designs ausgerichtet werden. Nach Mindt bestünden diese aus den drei Merkmalen Stabilität, Sympathie und Begeisterung. Dabei orientiert sich Mindt an VW-Klassikern wie dem VW Golf I mit seiner markanten C-Säule sowie Sympathieträgern wie dem VW Käfer und dem VW Bus T1.
Die 2023 und 2024 neu eingeführten Serienmodelle Passat B9 und Tiguan III waren noch unter Mindts Vorgängern Zyciora und Kabaň entworfen worden, so dass diese noch nicht seiner Designsprache folgten.

## Volkswagen Design als Abteilung des Volkswagen-Konzerns
1972 organisierte der VW-Konzern seine Design-Aktivitäten in der Abteilung Volkswagen Design, die für die Formgebung ihrer PKW-Modelle verantwortlich ist. Sie wird seit 2023 von Andreas Mindt geleitet.
Es sind rund 400 Personen bei Volkswagen Design beschäftigt (Stand 18. Oktober 2023).
Volkswagen Design greift dabei auf die aktuell (Stand August 2024) sechs regionalen Design-Studios Wolfsburg (Deutschland), Oxnard (USA), Puebla (Mexiko), Sao Paulo (Brasilien), Changchung (China) sowie Shanghai (China) zurück. Volkswagen Design untersteht – wie auch die Design-Studios und Designabteilungen der Schwestermarken Audi, Seat, Škoda, Bentley, Lamborghini und Porsche – dem Leiter des Konzernbereichs Design der Volkswagen AG.
Diese organisatorische Struktur wurde in den 1990er Jahren geschaffen und mit dem Erwerb anderer Marken und dem Konzernwachstum begründet. 2002 wurde Hartmut Warkuß als erster Chefdesigner für den Gesamtkonzern eingesetzt. Seit Anfang 2023 leitet Michael Mauer, der zugleich als Porsche-Chefdesigner fungiert, den Konzernbereich Design.
Das Volkswagen Group Future Center Europe in Potsdam, die weltweit größte Zukunftswerkstatt des Konzerns, wird zum Ende des Jahres 2024 geschlossen werden. Etwa 100 Mitarbeiter sind von dieser Entscheidung betroffen.